# حروب الردة
حُرُوبُ الرِّدَّةِ هي سلسلةٌ من الحملات العسكريَّة التي شنَّها المُسلمون على القبائل العربيَّة التي ارتدَّت عن الإسلام بعد وفاة الرسول مُحمَّد، خِلال الفترة المُمتدَّة بين سنتيّ 11هـ و12هـ، المُوافقة لسنتيّ 632م و 633م. وقد ارتدَّ العرب في كُلِّ قبيلةٍ، باستثناء أهالي مكَّة والمدينة المُنوَّرة والطائف والقبائل التي جاورتها، وقد وُصفت هذه الحركات من الناحية السياسيَّة بأنَّها حركاتٌ انفصاليَّة عن دولة المدينة المُنوَّرة التي أسَّسها الرسول مُحمَّد وعن قريش التي تسلَّمت زعامة هذه الدولة بِمُبايعة أبي بكرٍ الصدِّيق بِخلافة المُسلمين. وهي عودةٌ حقيقيَّةٌ إلى النظام القبلي الذي كان سائدًا في الجاهليَّة، وقد اتسمت من ناحية بالاكتفاء من الإسلام بالصلاة، والتخلُّص من الزكاة التي اعتبرتها هذه القبائل إتاوة يجب إلغاؤها. في حين اتسمت من ناحيةٍ ثانية بالارتداد كُليًّا عن الإسلام كنظامٍ سياسيّ، وليس إلى الوثنيَّة التي ولَّت إلى غير رجعة، والالتفاف حول عددٍ من مُدعي النُبوَّة بدافعٍ من العصبيَّة القبليَّة ومُنافسة قُريش حول زعامة العرب.
وهذا يعني أنَّ الرِّدَّة كانت حركةً سياسيَّةً تعتمدُ على العصبيَّات القبليَّة، ما يُمثلُ عودةً إلى نظام القبيلة وإلى استرجاع مُلكٍ أو سُلطانٍ فقده البعض، وقد اتخذت هذه الحركة قناعًا زائفًا من الدين لِتستقل عن سُلطة المدينة المُنوَّرة، فكان لا بُدَّ من الصِّدام المُسلَّح العنيف بينها وبين الإسلام، وعلى هذا الأساس كانت حُرُوبُ الرِّدَّة دعوةً صريحةً للجهاد في سبيل الله، وقد حمل أبو بكر لواء الجهاد ضدَّ القبائل الانفصاليَّة ومُدعي النُبوَّة، فجهَّز الألوية العسكريَّة وسلَّم قيادتها إلى عددٍ من القادة المُسلمين أمثال خالد بن الوليد وعمرو بن العاص وعكرمة بن أبي جهل، وسيَّرهم إلى معاقل تلك القبائل حيثُ قاتلوهم بضراوةٍ شديدةٍ وقضوا على حركاتهم، فعاد أغلب زُعمائهم ومشايخهم إلى الدُخول في الإسلام، وقُتل بعضهم الآخر في أرض المعركة. وبانتهاء حُرُوبِ الرِّدَّة، توحَّدت كامل شبه الجزيرة العربيَّة تحت راية الإسلام، وأصبح بإمكان المُسلمين أن يُركزوا على التوسُّع خارجًا في الشَّام والعراق على حساب الروم البيزنطيين والفُرس الساسانيين.
كذلك، كان من نتيجة هذه الحُرُوب أن أمر أبو بكرٍ الصدِّيق بِجمع القُرآن لِأوَّل مرَّة وفق عامَّة الروايات عند أهل السُنَّة والجماعة، وذلك بعد أن استشار عمر بن الخطاب، وأن الذي قام بهذا الجمع زيد بن ثابت، أمَّا سبب قرار جمع القرآن بين دفَّتي كتاب فكان كثرة من قُتل من الصحابة من حفظة القُرآن في المعارك التي دارت مع القبائل المُرتدَّة. وفي هذا المجال قال أبو بكر: «قُلتُ لِعُمَرَ: "كَيفَ أَفعَلُ شَيئًا لَم يَفعَلَهُ رَسُولُ الله ﷺ؟" فَقَالَ عُمَر: "هُوَ واللهِ خَيرٌ"، فَلَم يَزَل عُمَر يُرَاجِعَنِي فِيهِ حَتَّى شَرَحَ اللهُ صَدرِي». وهكذا، أخذ زيد يتتبع القُرآن من العسب واللخاف وصدور الرجال فجمع القرآن كله في مُصحف، فكانت هذه الصُحف عند أبي بكرٍ الصديق حتى تُوفي ثم عند عُمر حتَّى مات ثم عند حفصة بنت عمر.

## الرِّدَّة لُغةً واصطلاحًا
الرِّدَّةُ في اللُغة تُفيدُ عدَّة معانٍ، منها: الرُجُوعُ والعَطْفَة، يُقال: ردَّ الشَّيءَ، أي أرجعه وأعاده، ومن ذلك ما ورد في القُرآن: ﴿فَرَدَدْنَاهُ إِلَى أُمِّهِ كَيْ تَقَرَّ عَيْنُهَا وَلاَ تَحْزَنَ﴾. ومن معناه أيضًا أن غيَّر الشيء وحوَّله من صفةٍ إلى أُخرى، ومن أمثلة ذلك: ﴿وَدَّ كَثِيرٌ مِنْ أَهْلِ الْكِتَابِ لَوْ يَرُدُّونَكُمْ مِنْ بَعْدِ إِيمَانِكُمْ كُفَّارًا﴾، ومنهُ الرِّدَّة عن الإسلام، أي الرُجوع عنه. وفي الاصطلاح الشرعي فإنَّ الرِّدَّة هي الرُّجوعُ إِلى الكُفر بعد الإسلام: ﴿مَن يَرْتَدَّ مِنكُمْ عَن دِينِهِ﴾.

## الأوضاع السياسيَّة بعد وفاة الرسول مُحمَّد

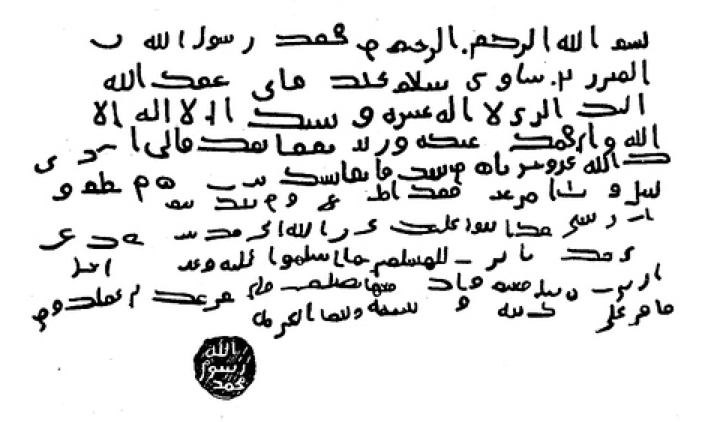
رسالة الرسول مُحمَّد إلى المُنذر بن ساوى التميمي أميرُ البحرين وأحد أقوى شُيوخ القبائل في شرق شبه الجزيرة العربيَّة يدعوه فيها وقومه لاعتناق الإسلام.

بعد وفاة الرسول مُحمَّد ضُحى يوم الإثنين 12 ربيع الأوَّل 11هـ، المُوافق فيه 7 حزيران (يونيو) 632م، بُويع أبو بكر الصديق بالخلافة ليتولّى شؤون المُجتمع الإسلامي الجديد الذي كوَّنهُ الرسول خِلال حياته، فكانت خِلافته قصيرة لم تزد عن سنتين وثلاثة أشهر وعشرة أيَّام. لكن رُغم ذلك، وقع خلال تلك الفترة حدثان بارزان يُعدَّان من أبرز أحداث التاريخ الإسلامي على الإطلاق، هُما الرِّدَّة وانطلاق الفُتوح الإسلاميَّة خارج نِطاق شبه الجزيرة العربيَّة، وكان لكُلٍّ منهما تأثيره الخاص على مُستقبل الدعوة الإسلاميَّة والعرب. وتُطلق جميع روايات المصادر على التطوُّرات التي حصلت على أطراف شبه الجزيرة العربيَّة عقب وفاة الرسول وما نجم عنها من انتفاضة القبائل؛ بِحركة الرِّدَّة أو بالارتداد عن الإسلام. وكان لِحركة الرِّدَّة أكثر من خلفيَّة لا تبدو بالضرورة مُتجانسة، ولكنَّها تضافرت مع بعضها وأدَّت إلى تفجير الوضع، لكنَّ المصادر تدمج هذه الخلفيَّات المُختلفة في إطارٍ واحدٍ غير مُميَّز وتُسمِّيه «الرِّدَّة»، فمُسيلمة الكذَّاب عل سبيل المِثال لم يعتنق الإسلام، لكنَّه ادّعى النُبُّوة لاحقًا، فلا يُمكن نعته بالمُرتد وفق الشرع الإسلامي، الأمر الذي يُفيد أنَّ الرِّدَّة بِمفهومها الفِقهي لا تأخُذُ بُعدها الشُموليّ لدى جميع قبائل الأعراب، لأنَّ بعضها كانت تُحرِّكهُ دوافع اقتصاديَّة أو سياسيَّة لم تُصِب مُطلقًا جوهر العقيدة الإسلاميَّة.

### أسباب ارتداد القبائل
كانت سياسة الرسول مُحمَّد تتجه نحو توحيد العرب تحت راية الدين الإسلامي في مؤسسةٍ تتخطّى النظام القبلي، واستطاع أن يؤسس جماعةً دينيَّةً سياسيَّةً جسَّدت كيان دولة. فدخل العرب عامَّتهم في هذا الدين، وانضووا تحت لِواء النبيّ، ودانوا له بالزعامتين الدينيَّة والسياسيَّة، بفعل أنَّه يُصدرُ أحكامه عن وحي الله وأمره، بالإضافة إلى أنَّهُ كان مثاليًّا في سُلوكه. إذ سوّى في المُعاملة بين القبائل المُختلفة، ولم يميل إلى إيثار الأهل والعشيرة. وهكذا تمَّ توحيد القبائل في شبه الجزيرة العربيَّة في دولةٍ واحدةٍ يرأسها النبيّ ومركزها المدينة المُنوَّرة. لكنَّ هذه الوحدة كانت مُفككة. فالاضطراب الذي لازم مواقف القبائل العربيَّة، التي لم يترسَّخ الإسلام في قُلوبها نظرًا لِحداثته؛ وحَّد التيَّارات المُختلفة في المدينة المُنوَّرة، فالتفَّ الجميعُ حول الخليفة. أمَّا خارج نطاق المدينة، وفي أرجاءٍ واسعةٍ من شبه الجزيرة العربيَّة، فلم يكن يوجد سوى أشكالٍ من التحالف السياسي مع المدينة، بالإضافة إلى ذلك فإنَّ الدُخول في الإسلام كان قرارًا سياسيًّا استهدفت به زعامات القبائل المُحافظة على كيانها، وتحاشي خطر المُسلمين عليها. لكن هذه الزَّعامات، ربطت بين شخص النبيّ وبين ما حقَّقهُ للعرب بعامَّةً من مكاسب دينيَّة واجتماعيَّة وسياسيَّة غيَّرت تمامًا حياة العربيّ والنظام القبليّ الاجتماعيّ. فقد استبدل الإسلام، مُنذُ بداياته، رابطة الدم بِرابطة الدين والعقيدة، والغزو والحرب وفق الأعراف السائدة بما تنصُّ عليه الشريعة، والتمزُّق القبليّ بِوحدة الأُمَّة، وحدَّ من النِزاعات القبليَّة التقليديَّة من خِلال رفع مبدأ الثأر بِشكله القبليّ، ونقل مسؤوليَّة ذلك إلى الجماعة الإسلاميَّة، وشرَّع الجهاد في سبيل الله بدلًا من القِتال من أجل الثأر أو التسابق على الماء والكلأ، وأطاح بِفرديَّة القبيلة لِقاء فكرة الجماعيَّة التي تستند عليها الأُمَّة، وأرسى قواعد الدولة الإسلاميَّة، وساوى بين المُسلمين دون النظر إلى أُصولهم وألوانهم وأعراقهم، ودعا إلى التكافل والتضامن، ونظَّم المُجتمع العربيّ على نحوٍ يتناسب وطِباع العرب، ومع ذلك لم يتمكّن من الإنجاز التام والنهائي لِمدِّ نُفوذ الدَّولةِ الإسلاميَّة الناشئة على سائر أنحاء شبه الجزيرة العربيَّة، فبقيت العادات والتقاليد القبليَّة القديمة مُتجذِّرة في نُفوس القبائل المُقيمة على أطراف شبه الجزيرة، وكانت أقوى من رابطة الدين.
والحقيقة أنَّ سياسة التوحيد لم تكن قد استُكملت، ولم يتجذَّر الإسلام إلَّا بين سُكَّان المدينة المُنوَّرة ومكَّة والطائف، وبعض القبائل القاطنة بجوارهم. أمَّا سُكَّانُ المناطق الأُخرى في شبه الجزيرة، ولا سيَّما اليمن وعُمان وحضرموت في الجنوب، فلم يكن الدين قد تجذَّر في نُفوس سُكَّانها، ولقد كان إسلامهم سطحيًّا ومرحليًّا، واستسلامًا للأمر الواقع خشية القتل والسبي، وليس اقتناعًا بالإسلام كعقيدة ونظام ومنهج حياة، كما كان وليد ظُروفٍ سياسيَّة خاصَّة أحدثها دُخولُ قُريش في الإسلام، ولم يؤدِّ إلى خلق ترابط ووِثاقٍ اجتماعيٍّ ماديٍّ فيما بينهم. وقد أسلم أهالي هذه المناطق مُقتدين برؤسائهم الذين تقبَّلوا سُلطة الحُكومة الإسلاميَّة في المدينة المُنوَّرة، وأطاعوا الرسول مُحمَّد، بعد أن حقَّق انتصاراتٍ كُبرى على القِوى المُعادية له ولِدعوة الإسلام، للمُحافظة على كيانهم وإبعاد خطر المُسلمين عنهم. ولا يدُلُّ إرسال الوُفود القبليَّة إلى المدينة لتُعلن إسلامها على أنَّ القبائل فهمت واستوعبت الإسلام وآمنت بتعاليمه وحرصت على الدُخول فيه، وبِخاصَّةً أنَّ المُدَّة الزمنيَّة بين دُخول هذه القبائل في الإسلام ووفاة النبيّ كانت قصيرة لا تتجاوز ثلاث سنوات، بالمُقارنة مع المُدَّة التي استغرقها استقرارُ الدّين الإسلامي في مكَّة والمدينة، البالغة عشرين سنة. كما أنَّ هذه القبائل الضَّاربة على الأطراف كانت تمُرُّ بمرحلة تحوُّلٍ سياسيٍّ لتتخلَّص من الضغط الفارسيّ الساسانيّ الواقع عليها، بالإضافة إلى الصراعات الداخليَّة بينها على النُفوذ.
لذلك، تفاوت إيمان هذه القبائل بين القوَّة والضعف بشكلٍ عام. ولقد كان النبيُّ يعي ذلك تمامًا، ونزلت بهذا الصدد الكثير من الآيات القًرآنيَّة تتهم الأعراب، وهُم الأكثريَّة المُطلقة للعرب آنذاك، بالضُعف والتخاذُل والكُفر والنِفاق، ومنها ما ورد في سورة التوبة: ﴿الْأَعْرَابُ أَشَدُّ كُفْرًا وَنِفَاقًا وَأَجْدَرُ أَلَّا يَعْلَمُوا حُدُودَ مَا أَنْزَلَ اللَّهُ عَلَى رَسُولِهِ وَاللَّهُ عَلِيمٌ حَكِيمٌ ۝٩٧ وَمِنَ الْأَعْرَابِ مَنْ يَتَّخِذُ مَا يُنْفِقُ مَغْرَمًا وَيَتَرَبَّصُ بِكُمُ الدَّوَائِرَ عَلَيْهِمْ دَائِرَةُ السَّوْءِ وَاللَّهُ سَمِيعٌ عَلِيمٌ ۝٩٨﴾ [التوبة:97–98]، وفي سورة الحُجرات: ﴿قَالَتِ الأَعْرَابُ آمَنَّا قُل لَّمْ تُؤْمِنُوا وَلَكِن قُولُوا أَسْلَمْنَا وَلَمَّا يَدْخُلِ الإِيمَانُ فِي قُلُوبِكُمْ وَإِن تُطِيعُوا اللَّهَ وَرَسُولَهُ لا يَلِتْكُم مِّنْ أَعْمَالِكُمْ شَيْئًا إِنَّ اللَّهَ غَفُورٌ رَّحِيمٌ﴾. ويُلاحظ أنَّ الآية الأخيرة نزلت في وقتٍ أخذت الكثير من القبائل تُسارع عبر وُفودها للدُخول في الإسلام. وكان الرسول قد شعر بما تنعم بهِ هذه القبائل من حُريَّة العيش، فتركها تعيشُ حياتها الخاصَّة مع الالتزام بتعاليم الإسلام من صلاة وزكاة وصوم وغيرها، لذلك لم تفقد شيئًا من حُريَّتها السياسيَّة، على أنَّها اعتبرت الزكاة نوعًا من الذُلِّ والتبعيَّة، يدفعونها بصفتهم الطرف المغلوب، الأمر الذي يدُلُّ على عدم استيعابهم الغاية من ورائها، وبالتالي عدم استيعابهم الدين الجديد؛ فالزكاةُ واجبة على جميع المُسلمين سواء كانوا سادة قومهم أم من العامَّة، طالما تخطَّت ثروة الشخص منهم المقدار الذي حددته الشريعة، لكن على الرغم من ذلك، لم تمنع تلك القبائل الزكاة في حياة النبيّ، إذ اعتبر مشايخها وأمراؤها أنَّهم أبرموا حلفًا أو عقدًا مع قائدٍ كبيرٍ يفوقهم قوَّةً وشأنًا، والعهدُ مُلزم، لا سيَّما وأنَّ الظُروف قد فرضت ذلك بعد أن اتّحدت قُريش، وهي أقوى قبائل العرب، تحت راية الإسلام؛ لكن كما هو حالُ أيُّ عقد، فإنَّ صلاحيَّته تنتهي آليًّا بِوفاة الشخص المُتعاقد معهُ إن لم يتمُّ البت فيه مُجددًا مع شخصٍ آخر. لذلك اعتقدت هذه القبائل أنَّ ما يجري في شبه الجزيرة العربيَّة موقوتٌ بحياة النبيِّ مُحمَّد، وما أن وافته المنيَّة حتَّى تحيَّنت الفُرص للانفصال عن الدولة الجديدة سياسيًّا وطرد عُمَّال الزكاة الذين كان الرسول قد أرسلهم للإشراف على جمعها وشرح أُمور الدين للناس، والارتداد عن الإسلام كنظامٍ سياسيٍّ وليس إلى الوثنيَّة، بدليل أنَّ أهم حركات الرِّدَّة كانت تقوم على إدعاء النُبُوَّة.

مواطن أهمُّ القبائل العربيَّة في شبه الجزيرة. ارتدَّت أغلب تلك القبائل عن الإسلام بعد وفاة النبيّ عدا قلَّةٌ قليلة مثل قُريش وثقيف والأوس والخزرج ومن جاور ديارها في مكَّة والمدينة والطائف.

تذكُرُ الرِّوايات التاريخيَّة أنَّ مُمثلي بنو أسد وغطفان وطيء اجتمعوا بعد وفاة النبيّ، وأرسلوا وفدًا مُفاوضًا عنهم إلى المدينة المُنوَّرة مُطالبين بإعفائهم من الزكاة. استقبل أبو بكر الوفد استقبالًا حسنًا لكَّنهُ رفض طلبهم بترك الزكاة رفضًا قاطعًا على الرُّغم من أنَّهم أكَّدوا عزمهم على الاستمرار في الدين والصَّلاة. ولمَّا عادوا خائبين من المدينة ارتدّوا والتحقوا بالمُتنبِئ طُليحة الأسدي، وما يصحُّ على هذه القبائل يصحُّ أيضًا على الأكثريَّة السَّاحقة من القبائل مثل كِندة وقُضاعة وهوزان وغيرهم، حيثُ أعلنوا ارتدادهم وفضّوا عُقودهم مع النبيّ واستقلّوا بأنفسهم. وأدَّى العاملُ الأجنبيّ دورًا آخر في تحريك البواعث التي أدَّت بدورها إلى انتفاضة الأعراب ورِدَّتهم، ذلك أنَّ إرسال النبيّ الكُتب والمراسيل إلى المُلوك والأُمراء المُجاورين، ومن بينهم شاه فارس كسرى الثاني وقيصر الروم الإمبراطور هرقل، يدعُوهم فيها إلى الإسلام، جعل هؤلاء يعملون على إثارة الفتنة في بِلادٍ ليس فيها من أسباب الوِحدة غير الدين الجديد. كذلك، لعب تباين حياة الحضر والبدو في شبه الجزيرة العربيَّة دورًا في عدم تحقيق الوحدة القوميَّة بسهولة، فطبيعة حياة البدوي لا تخضع لِحاكمٍ على النحو الذي يفهمه الحضريّ. فالبدويّ لا يُقايض باستقلاله الفرديّ شيئًا، كما ترى القبيلة في البادية أنَّ حياتها تكمن في استقلالها، فتُقاوم كُلَّ ما من شأنه الانتقاص أو الحد منها. وعندما انتشر الإسلامُ بين العرب، وهو يدعو إلى التوحيد، خشي هؤلاء من أن تمتد وِحدة الإيمان بالله إلى وِحدةٍ سياسيَّةٍ تقضي على استقلالِ أهلِ الباديةِ. أخيرًا، اتخذت بعضُ القبائل موقفًا سياسيًّا مُعارضًا من قُريش بعد وفاة النبيّ، بدافعٍ من عصبيَّتها القبليَّة، فتلك القبائل لم ترضَ من قبل بتفوُّقِ قُريش وزعامتها عليها، وعدَّت استمرار هذه الزعامة بعد وفاة النبيّ كنوعٍ من الوِراثة التي لم يألفها العرب، لذلك لم تأخذ بيعة أبي بكرٍ طابعها الاجتماعيّ في أواسط القبائل، فكان لِبعضها موقفٌ لا ينسجمُ تمامًا مع الأُسلوب الذي تمَّ بموجبه اختياره كخليفة دون أن يكون لها رأيٌ في هذا الاختيار.

### تفشّي ظاهرة التنبؤ في المُجتمع العربي

رسالة الرسول مُحمَّد إلى مسيلمة الكذاب.

لم يكد نبأ وفاة الرسول مُحمَّد ينتشرُ في بِلاد العرب حتَّى اشتعلت الفتنة في كُلِّ أنحاء شبه الجزيرة العربيَّة بأشكالٍ مُختلفةٍ ولِأسبابٍ مُتباينةٍ، وبرزت ظاهرة التنبؤ كإحدى الانعكاسات للنجاح الإسلامي في الحجاز، وإن كان بعضُ المُتنبئين قد أعلنوا دعوتهم في أواخر حياة النبيّ. فادَّعى ذو الخِمار عبهلة بن كعب العنسي، المعروف بالأسود العنسي، النُبوَّة في اليمن وارتدَّت معه قبيلة مذحج ومن يليها، وتنبَّأ طُليحة بن خُويلد الأسدي في بُزاخة وتبعه بنو أسد وغطفان وطيء والغوث ومن إليهم، وتنبَّأت سُجاح بنتُ الحارث التميميَّة ولحق بها بنو تغلب وناصرها بنو تميم، وتنبَّأ مُسيلمة بن حبيب الحنفي في اليمامة وتبعهُ بنو حنيفة، وادَّعى هذا الأخير مُشاركة الرسول مُحمَّد في النُبُوَّة وحاول مُساومتهُ في اقتسامِ المُلك والسِّيادة في شبه الجزيرة العربيَّة، وكذلك تنبَّأ ذو التاج لقيط بن مالك الأزدي في عُمان وغلب على أهلها، وطرد منها عُمَّالُ الخليفة أبي بكر. وكانت ثورة اليمن أعنف مظاهر الانتفاض على الدين الجديد في شبه الجزيرة العربيَّة خِلال أواخر حياة النبيّ، لكنَّ قبائل اليمامة وما جاور الخليجُ العربيّ، كانت تتهيَّأ للثورة على الدين الجديد، ومع أنَّ النبيّ لم يُغفل هذا التطوُّر السلبيّ في أواخر حياته، إلَّا أنَّ اهتمامه السياسيّ انحصر في الالتفات نحو الشمال من خلال تجهيزه حملة أُسامة بن زيد، إذ أمره أن يتوجَّه إلى تُخومِ البلقاء والداروم من أرض فلسطين بالشَّام، واعتقد بأنَّهُ إذا استطاع تحقيق الانتصار هُناك، فإنَّ ذلك من شأنه تقوية موقفه داخل شبه الجزيرة العربيَّة وبين قبائلها، وبخاصَّةً أنَّ الدعوة الإسلاميَّة انتشرت آنذاك في مُختلف أنحاء شبه الجزيرة من الشمال إلى الجنوب، ثُمَّ أنَّ خُروج أسامة إلى وجهته يُعبِّرُ عن الإقلال من شأن هؤلاء الخارجين والمُرتدّين، وخطرهُم، ولا شكَّ بأنَّ هذه السياسة تُعطي المُسلمين دفعًا معنويًّا لِمواجهة الخارجين والمُرتدين في اليمن واليمامة وغيرها من أقاليم شبه الجزيرة العربيَّة. كان المُتنبئون آنذاك يتهيأون للجهر بدعوتهم آملين بأن تحل بالمُسلمين نكبةً ما، وأخذوا يُبشرون بها، كُلٌّ في ناحيته بهُدوءٍ وأناة، دون أن يطعن أحدٌ منهم بصحَّة نُبُوَّة مُحمَّد، وإنما ساووا أنفسهم به، فهو نبيّ وهُم أنبياءٌ مثله بُعثوا في أقوامهم، كما بُعث هو في قومه، فأرسل مُسيلمة بن حبيب الحنفيّ إلى الرسول يقول: «مِنْ مُسَيْلَمَةَ رَسُوْلِ الله إِلَىْ مُحَمَّدٍ رَسُوْلِ الله، سَلَامٌ عَلَيْكَ فَإِنِّيْ قَدْ أُشْرِكْتُ فِي الأَمْرِ مَعَكَ، وَإِنَّ لَنَا نِصْفَ الأَرْضِ وَلِقُرِيْشٍ نِصْفُ الأَرْضِ، ولَكِنَّ قُرَيْشًا يَعْتَدُون». فردَّ عليه النبيّ: «، مِنْ مُحَمَّدْ رَسُوْلِ الله إِلَىْ مُسَيْلَمَةَ الكَذَّاب. سَلَامٌ عَلَىْ مَنْ اتَّبَعَ الهُدَى، أَمَّا بَعْد، فَإنَّ الأَرْضَ لِله يُورِثَهَا مَنْ يَشَاْءُ مِنْ عِبَادِهِ وَالعَاقِبَةُ للمُتَّقِيْن». وتمادى المُتنبِئون حين امتدَّت أيديهم إلى التشريع. من ذلك أنَّ مُسيلمة الكذَّاب شرَّع لأصحابه أنَّ من أصاب ولدًا واحدًا عقبًا لا يأتي امرأة إلى أن يموت ذلك الابن، فيطلب الولد حتّى يُصيب ابنًا ثُمَّ يُمسك. فحرَّم بذلك النساء على من له ولدٌ ذكر. وادَّعى المُتنبِئون بأنَّ الوحي ينزل عليهم من السماء، وحاول بعضهم التشبُّه بالإسلام، فعمد بعضهم إلى اتخاذ بيتٍ حرامٍ يُنافسون به البيت الحرام في مكَّة. من ذلك أنَّ مُسيلمة الكذَّاب ضرب حرمًا في اليمامة نهى النَّاسُ عنه وأخذ النَّاس به، فكان مُحرَّمًا.

### دوافع التنبؤ عند زُعماء القبائل

ظفار يريم، موطن الحِميَّريين باليمن، حيثُ انطلقت شرارة الرِّدَّة والتنبؤ أواخر أيَّام الرسول مُحمَّد.

كان وراء بُروز ظاهرة التنبؤ عدَّة أسباب، منها ما هو سياسيّ ومنها ما هو اجتماعيّ واقتصاديّ. فالمناطق التي انطلق منها المُتنبِئون، كانت أكثر مناطق شبه الجزيرة العربيَّة تحضُّرًا وأضخمُها ثروةً، كما كانت مُجاورةً لأراضي الفُرس الساسانيين، أو كان للفُرس فيها نُفوذ. وقد اعتمد المُتنبِئون على الناحية العصبيَّة، وبخاصَّةً ما كان بين اليمنيَّة والمضريَّة من عداوة راسخة الجُذور، بالإضافة إلى التنافُس بين ربيعة ومَضَر. ويرتبط بالعصبيَّة القبليَّة ما ينتج عنها من تحاسُدٍ وتنافُسٍ بين القبائل العربيَّة والتَّسابق في ادِّعاء النُبُوَّة. إذ أنَّ النجاح الذي حقَّقهُ النبيُّ في حياته، والمكانةُ التي وصلت إليها قُريش في شبه الجزيرة العربيَّة، عند وفاته، غدت مثار حسد كافَّة القبائل العربيَّة، ولم تلبث أن أضحت سيرةُ النبيِّ مثلًا يُحتذى لِتحقيق نوعٍ من الأهميَّة والزَّعامة في مُجتمعٍ يُمجِّدُ الأبطال. والواضح أنَّ كثيرًا من الأفراد في المُجتمع العربيّ كانوا طُلَّاب زعامة ورئاسة، فأرادوا الاقتداء بالنبيّ لِتحقيق تطلُّعاتهم، فحاولوا التشبُّه به في ما أوحي إليه من القُرآن، فأتوا بِعباراتٍ مسجوعة مُفكَّكة المعاني، ركيكة المضمون وقالوها على مسمعٍ من قومهم.
تفجَّرت ظاهرة التنبؤ في بلادٍ وعلى أيدي أفرادٍ عرفوا المسيحيَّة وسمعوا بها، أو اعتنقوها أو اشتهروا بالكهانة. فقد ساد شبه الجزيرة العربيَّة آنذاك باستثناء الحجاز، اضطرابٌ دينيٌّ بِفعلِ عدم استقرار العقيدة في النُفوس. فالمسيحيَّة واليهوديَّة والمجوسيَّة والوثنيَّة، تجاورت كُلَّها في ظلِّ نقاشٍ جدليٍّ في أيٍّ منها تُحقِّقُ السعادة لأتباعها، ممَّا مهَّد الطريق أمام المُتنبئين للظُهور واستقطاب النَّاس بِكلامٍ مُنمَّقٍ، وبِمظاهر يتخذونها آيات صدقهم، واستطاعوا بهذه الوسيلة أن يُحققوا نجاحًا مبدئيًّا. ذلك أنَّ المسيحيَّة انتشرت في شبه الجزيرة العربيَّة قبل الإسلام عن طريق الأحباش في الجنوب والعرب الأنباط والروم والسُريان في الشمال. وكان ملك اليمامة هوذة بن عليّ الحنفيّ نصرانيًّا أرسل إليه الرسول مُحمَّد سليط بن عمرو العامريّ يدعوه إلى الإسلام. ثُمَّ أنَّ العرب شأنهم في ذلك شأن مُعظم الشُعوب الوثنيَّة عرفوا الكهانة وبِخاصَّةً عرب الجنوب، أي قوم حِمير، ومن أبرز كهنتهم «طريفة الخبر» التي تنبأت بأخبار سد مأرب، وسُطيح الغسَّاني، وغيرهما. فادَّعى بعضُ الكُهَّان أنَّ نُفوسهم قد صفت واطَّلعت على أسرار الطبيعة، وادَّعى آخرون أنَّ الأرواح المُنفردة، وهي الجن، تُخبرهم بالأشياء قبل حُصولها. وحصل تقاربٌ بين المسيحيَّة والكهانة عند العرب في الجاهليَّة، هذا على الرُغم من أنَّ أدعياء النُبُوَّة اختلفوا عن الطرفين في اتباعهم أُسلوب النبيّ مُحمَّد في سيرته وأقواله وأفعاله، فادَّعوا أنَّهم أنبياء، وأنَّ الوحي ينزلُ عليهم، وشرَّعوا لأتباعهم، وطالبوا لأنفسهم بسيادة وزعامة عليهم.
اعتمد المُتنبئون على العامل الإقليميّ. فقد استغلَّ الأسود العنسي استياء اليمنيين من الفُرس ونُفورهم من الحجازيين، إذ كان للفُرس نُفوذٌ كبيرٌ في اليمن نتيجة زواج الجُنود الفُرس باليمانيَّات، وكان أبناء هؤلاء من أبناء الطبقة الإداريَّة المُتفوِّقة التي يستعينُ بها أهلُ اليمن، وقد حالف هؤلاء اليهود من أصحاب رؤوس الأموال، ولمَّا ضاق اليمنيّون ذرعًا بالضرائب الكثيرة المفروضة واستغلال طبقة المُرابين الذين كانوا يشترون المحاصيل قبل نُضجها بأسعارٍ مُتدنِّية، حوَّلوا غضبهم إلى الفُرس ووقفوا ضدَّ الوُجود الساساني ببلادهم. وفي هذه الأثناء كانت الدولة الإسلاميَّة قد أصبحت تُتاخم اليمن بعد أن فُتحت مكَّة سنة 8هـ المُوافقة لِسنة 630م، وأخذ عُمَّالُ الرسول مُحمَّد يصلون إلى اليمن، يُبشرون بالدين الجديد، كما أنَّ وُفودًا من أهل اليمن بدأت تتوجَّه نحو المدينة المُنوَّرة، لِتُعلن دُخولها في الإسلام لِتعود ومعها عُمَّالُ النبيّ. ويبدو أنَّ الوُجود الإسلاميّ، وجمع الزكاة، واجها مُعارضةً من قبل بعض زُعماء القبائل، وأشارت الروايات إلى وجود تحرُّكٍ مُعارضٍ في منطقة حِمير، وأنَّ الصَّحابيّ معاذ بن جبل الذي بعثهُ الرسولُ قاضيًا إلى اليمن، قاتل هؤلاء المُنتفضين وانتصر عليهم. بناءً على هذه المُستجدات، استغلَّ الأسود العنسي الظروف وكتب إلى العُمَّال المُسلمون يُنذرهم فيها أن يرُدّوا ما بأيديهم إذ أنَّه هو أولى به، وأعلن حركته الانفصاليَّة، وكانت تلك أوَّلُ ظاهرةٍ لِفتنته. وبعد أن وثق من قوَّته، هاجم مدينة نجران واستولى عليها، وانضمَّ أهلُها إليه، ثُمَّ سار إلى صنعاء ودخلها بعد أن قتل عاملها، ففرَّ المُسلمون منها ومعهم معاذ بن جبل، وأخذ العنسي يدعو إلى نفسه بعد هذه الانتصارات.
شجَّعت ثورة الأسود العنسي قبائل اليمامة وبني أسد على الاقتداء به إثر وفاة النبيّ مُحمَّد. فقد كان كُلٌّ من مُسيلمة وطُليحة يخشى قُوَّة المُسلمين المُتنامية، ويرى أنَّهُ لا قِبَل له بِمُقاومتها، لذلك لم يُعلن ثورته مُبكرًا. ولمَّا تجرَّأ الأسود العنسي على إعلان دعوته، ورفع راية العِصيان، وحاز من النجاح ما أثار مخاوف المُسلمين، اقتدت قبائل اليمامة به وشجَّعها على ذلك أنَّ النبيّ توفي في ذلك الوقت. شكَّلت ظاهرة التنبؤ إحدى الانعكاسات التي أحدثها فتحُ مكَّة، وانتشارُ الإسلام في أجزاءٍ واسعةٍ في شبه الجزيرة العربيَّة، وتوسيع نُفوذ الحُكومة المركزيَّة في المدينة المُنوَّرة. ذلك أنَّ هذا التطوُّر الإسلامي أثار عمليَّاتٍ مُشابهة، مُتوازية ومُتزامنة في أنحاءٍ مُتفرِّقة، حيثُ بدأت تنشأ تحالُفاتٍ قبليَّةٍ واسعة يتزعَّمُها أُناسٌ يدَّعون النُبُوَّة اقتداء بالنجاح الذي حقَّقهُ النبيّ مُحمَّد، أدّى فيها التطوُّر الإسلامي دور الباعث والمُحرِّك.

## تعرُّض المدينة المُنوَّرة لهُجوم القبائل
بعد مُبايعة أبي بكرٍ بالخِلافة، أخذت الأخبار تردهُ من كافَّة أنحاء شبه الجزيرة العربيَّة عن ارتداد الأعراب بزعامة عددٍ من الكهنة والمشايخ، فبلغه ارتداد بني أسد بِقيادة طُليحة بن خُويلد الذي ادَّعى النُبُوَّة، وبني فزارة بِقيادة عُيينة بن حصن، وبني عامر وغطفان بقيادة قرَّة بن سلمة القُشيري، وبني سُليم بِقيادة الأشعث بن قيس الكِندي، وبني بكر بن وائل في البحرين بِقيادة الحكم بن زيد، وبني حنيفة بِقيادة مُسيلمة بن حبيب الحنفيّ الذي ادَّعى النُبُوَّة. فما كان من أبا بكرٍ إلَّا أن قرَّر التصدّي لِهذه الحركات الارتداديَّة بِالقوَّةِ والحزم، وبخاصَّةٍ بعد وُرُود أنباء عن تحفُّز القبائل لِشن هُجومٍ واسعٍ على المدينة المُنوَّرة وتدمير القاعدة المركزيَّة للدين الإسلامي. ورُبَّما شكَّل الحديث النبويّ: «مَنْ بَدَّلَ دِينَهُ فَاقْتُلُوهُ» دافعًا إضافيًّا لاتخاذ هذا القرار. بالإضافة إلى ذلك، كان لأبي بكر موقف من الذين امتنعوا عن دفع الزكاة، وفرَّقوا بينها وبين الصَّلاة، إذ يُنسب إليه قول: «وَاللَّهِ لَأُقَاتِلَنَّ مَنْ فَرَّقَ بَيْنَ الصَّلَاةِ وَالزَّكَاةِ فَإِنَّ الزَّكَاةَ حَقُّ الْمَالِ وَاللَّهِ لَوْ مَنَعُونِي عَنَاقًا كَانُوا يُؤَدُّونَهَا إِلَى رَسُولِ اللَّهِ ﷺ لَقَاتَلْتُهُمْ». والواضح أنَّ أبا بكر أدرك أنَّ الزكاة هي التجسيد الملموس، ورُبَّما التجسيد الماديّ الوحيد، لِوحدة القبائل، وهي العلاقة الوحيدة التي يُمكنُ لها أن تربط فيما بينهم. فكُلُّ قبيلة كان يُمكنُ لها تُصلّي وراء إمامها ويقتصر الحال على هذا، في حين تتطلَّب الزكاة نوعًا من العلاقة المُتبادلة والتنظيم المركزيّ لِجمعها وصرفها. من هُنا أصرَّ أبو بكر على ضرورة استمرار القبائل في دفع الزكاة.

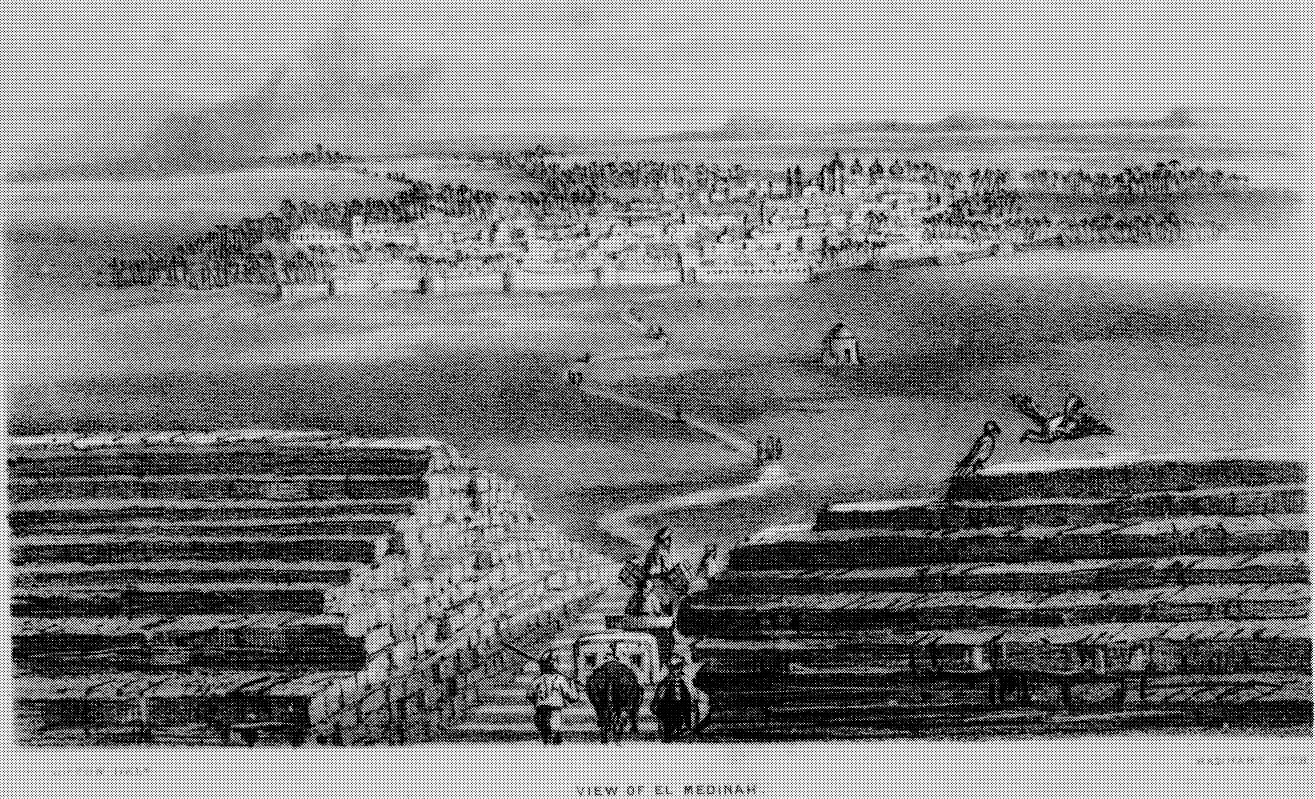
رسم لِما كانت تبدو عليه المدينة المُنوَّرة خِلال أواسط القرن التاسع عشر الميلاديّ، وهو منظرٌ شبيه تقريبًا بما كانت عليه زمن حُروب الرِّدَّة.

لكن قبل ذلك، قرَّر أبو بكر تلبية رغبة الرسول مُحمَّد قبل وفاته، أي إرسال جيش أُسامة بن زيد إلى مشارف الشَّام لِمُحاربة الروم والإغارة على القبائل الشاميَّة على الطريق التجاريّ بين مكَّة وغزَّة. والمعروف أنَّ هذا الجيش كان مُعسكرًا في الجرف، من أرباض المدينة، حين توفي النبيّ، وبويع أبو بكر، فتوقَّف عن الزحف. ويبدو أنَّ أُسامة أدرك حرج موقف الخليفة والمُسلمين في تلك المرحلة الدقيقة التي تتطلَّب تجميع القوى الإسلاميَّة وحشدها، وبِخاصَّةٍ أنَّ جيشه البالغ سبعمائة (700) مُقاتل ضمَّ غالبيَّة المُهاجرين والأنصار ومن كان حول المدينة من القبائل. وأبدى بعضُ الصَّحابة تحفُظًا على إرسال هذا العدد الكبير من المُقاتلين إلى خارج المدينة في ظل أجواء ثورات القبائل والمُرتدين، لكن أبا بكر أبى أن يُخالف وصيَّة النبي، فقال: «والله لا أُحِلُّ عُقْدَةً عَقَدَهَا رَسُوْلُ الله ﷺ، وَلَوْ أَنَّ الطَّيْرَ تَخَطَفُنَا، وَالسِّبَاعَ مِنْ حَوْلِ الْمَدِينَةِ، وَلَوْ أَنَّ الْكِلَابَ جَرَّتْ بِأَرْجُلِ أُمَّهَاتِ الْمُؤْمِنِينَ، لَأُجَهِّزَنَّ جَيْشَ أُسَامَةَ». ثُمَّ نهض أبو بكر بنفسه في أواخر شهر ربيع الأوَّل سنة 11هـ المُوافقة لِسنة 632م، واستعرض جيشُ أُسامة بن زيد وأمرهُ بالمسير، فنفَّذ الأمر، وخَلَت المدينة في غُضون ذلك، من المُدافعين عنها باستثناء بضع مئاتٍ من المُهاجرين والأنصار. الواقع أنَّ خُروج أُسامة بن زيد إلى الشَّام قد شتَّت القوَّة الإسلاميَّة النامية ممَّا شجَّع الخارجين على مُهاجمة المدينة، فقام طُليحة الأسدي بنشر أتباعه حولها، فأقام بعضهم في ذي القصة شرق المدينة، بقيادة حبَّال بن طُليحة، وأقام بنو مرّة بالأبرق في منازل بني ذبيان وكانوا بِقيادة عوف بن فُلان بن سِنان. وكان بنو عبس وبكر يقفون إلى جانب هؤلاء المُرتدين. ثُمَّ أرسلوا وفودًا منهم إلى المدينة المُنوَّرة ليُفاوضوا أبي بكرٍ الصدّيق على أساس أن يُقيموا الصلاة ولا يؤتوا الزكاة، واطَّلعوا في غُضون ذلك على الوضع الداخلي في المدينة ممَّا دفع أبا بكر إلى تنبيه المُسلمين كي يأخذوا حذرهم. وأشار بعضُ المُسلمين وفيهم عُمر بن الخطَّاب بِقُبول طلب المُرتدين حقنًا للدماء ومنعًا للحرب، لكنَّهم جوبهوا بموقف أبي بكر الصلب، فأصرَّ على مُقاتلة كُلِّ مُرتدٍّ لا يؤتي الزكاة، قائلًا أنَّهُ سمع من الرسول مُحمَّد قوله: «أُمِرْتُ أَنْ أُقَاتِلَ النَّاسَ حَتَّى يَشْهَدُوا أَنْ لَا إِلَهَ إِلَّا اللَّهُ وَأَنَّ مُحَمَّدًا رَسُولُ اللَّهِ وَيُقِيمُوا الصَّلَاةَ وَيُؤْتُوا الزَّكَاةَ فَإِذَا فَعَلُوا ذَلِكَ عَصَمُوا مِنِّي دِمَاءَهُمْ وَأَمْوَالَهُمْ إِلَّا بِحَقِّ الْإِسْلَامِ وَحِسَابُهُمْ عَلَى اللَّهِ»، وأنَّهُ لن يخرُج عن ما قاله الرسول. وعاد وُفود أهل الرِّدَّة إلى مُعسكرهم بعد أن رفض أبو بكر طلبهم فيما يختص الزكاة، فأخذوا يُشجعون قومهم على غزو المدينة بعد أن لمسوا قلَّة الجُند فيها وإمكانيَّة دُخولها.
وكان أبو بكر مُستعدًا لأيِّ هُجومٍ قد يشُنُّه أهلُ الرِّدَّة فأخذ يُقوّي دفاعات المدينة، وعهد إلى عليّ بن أبي طالب والزُبير بن العوَّام وسعد بن أبي وقَّاص وعبدُ الرحمٰن بن عوف وعبدُ الله بن مسعود، لِحراسة الطُرق الجبليَّة المُحيطة بها، فكانوا يبيتون مع رجالهم خارج المدينة استعدادًا وتأهُبًا. وبعد ثلاثة أيَّام أغار أهلُ الرِّدَّة على المدينة المُنوَّرة ليلًا، وكان المُسلمون بانتظارهم فردّوهم على أعقابهم. ثُمَّ تبعهم أبو بكر أثناء الليل، وعلى ميمنته النُعمان بن مقرن المزني، وعلى ميسرته عبدُ الله بن مُقرن، وعلى السَّاقة أخوهما سُويد بن مُقرن، وفاجأهم عند الفجر ليُنزل بهم الهزيمة ويُولون الأدبار بعد أن قُتل حبَّال بن طُليحة على يد عُكاشة بن مِحصَن. ونزل أبو بكر في ذي القصَّة، وكان ذلك أوَّل الفتح في حُرُوب الرِّدَّة. ووَثب بنو ذبيان وعبس على من ثبت من قومهم على الإسلام وقتلوهم انتقامًا لِفشلهم في غزو المدينة، فأقسم أبو بكر على قتل من كُلِّ قبيلةٍ من المُرتدين بمن قُتل من المُسلمين. ثُمَّ عاد أبو بكر إلى المدينة المُنوَّرة، وفي هذه الأثناء عادت حملة أُسامة بن زيد، بعد سبعين يومًا من خُروجهم، وخِلال طريقهم كانوا قد أوقعوا بقبائل من قُضاعة ارتدَّت عن الإسلام، كما أغار أُسامة على أبل في مؤتة وغنم غنائم كثيرة. ثُمَّ خرج أبو بكر في جمعٍ من المُسلمين، بعد أن استخلف أُسامة بن زيد وجيشه على المدينة لينال قسطًا من الراحة. ونزل بالأبرق حيثُ قاتل بني عبس وذبيان وطائفة من بني كِنانة وهزمهم، فانسحبت ذبيان وبني عبس إلى بُزاخة قُرب مكَّة وانضمَّت إلى طُليحة الأسدي، وبعد أيَّام عاد أبو بكر إلى المدينة المُنوَّرة وأخذ يُعد العدَّة للقضاء على حركات الرِّدَّة.

## الاستعداد للحرب
بعد أن استطاع المُسلمون بقيادة أبي بكر صدَّ الهُجوم على المدينة، وهزيمتهم لبني عبس وذبيان وبكر بن وائل في الأبرق. أجلى أبو بكر تلك القبائل عن الأبرق، وجعلها لخيل المُسلمين. كما جعل بلاد الرّبذة مرعى للناس، وصدقةً للمُسلمين. وبعد عودة أبي بكر للمدينة، انتظر عدة جيش أُسامة بن زيد الذي ما أن عاد حتى خرج به إلى ذي القصة، ووزَّع جُنده إلى 11 لواء جعل على كُلٍ منها أمير. خصَّ أبو بكر كُلَّ لواء من تلك الألوية بِقتال أحد القبائل المُرتدَّة، وأوصاها باستنفار من يمرون بهم من المُسلمين ليكونوا لهم عونًا في القِتال. وجعل أبو بكر من المدينة مركزًا لقيادة جُيوشه، وقد كان أبو بكر قد أمر قادة الألوية بألا ينتقل أحدُهم من قتال جماعة إلى أُخرى حتى يستأذنه. كما أرسل مع كُل لواءٍ منها رسالةً تُقرأ على القبائل قبل قتالها، كان نصها كالتالي:
« ، مِنْ عَبْدُ اللهَ بِنُ عُثْمَانَ خَلِيْفَةِ رَسُوْلِ الله ﷺ إِلَىْ جَمِيْعِ مَنْ قُرِئَ عَلَيْهِ كِتَابِيَ هّذّا مَنْ خَاصٍ وَعَامٍ، أَقَامَ عَلَى إِسْلَاْمِهِ أَوْ رَجَعَ عَنْهُ، سَلَامٌ عَلَى مَنْ اتَّبَعَ الهُدَى، وَرَجَعَ مِنَ الضَّلَالَةِ وَالرَّدَى. وَأَشْهَدُ أَنَّ لَا إِلَهَ إلَّا اللهَ وَحْدَهُ لَا شَرِيْكَ لَه. وَأَشْهَدُ أَنَّ مُحَمَّدًا عَبْدُهُ وَرَسُوْلُه، أَرْسَلَهُ بِاْلهُدَى وَدِيْنَ الحّقِّ لِيُظْهِرَهُ عَلَى الدِّينِ كُلِّهِ وَلَوْ كَرِهَ المُشْرِكُوْن. وَلِيُنْذِرَ مَنْ كَانَ حَيًّا وَيَحِقَّ القَوْلُ عَلَى الكَافِرِيْنَ. يَهْدِيَ اللهُ مَنْ أَقْبَلَ إِلَيْهِ وَضَرَبَ بِالْحَقِّ مَنْ أَدْبَرَ عَنْهُ وَتَوَلَّى. أَلَا إِنِّيْ أُوْصِيْكُمُ بِتَقْوَى الله، وَأَدْعُوْكُمُ إِلَىْ مَا جَاءَ بِهِ نَبِيِّكُمُ مُحَمَّد ﷺ. فَقَدْ عَلِمْتُمْ أَنَّهُ مَنْ لَمْ يُؤْمِنْ بِاللهِ فَهُوَ ضَالٌّ، وَمَنْ لَمْ يُؤَمِّنُهُ اللهُ فَهُوَ خَائِفٌ، وَمَنْ لَمْ يَحْفَظُهُ اللهُ فَهُوَ ضَائِعٌ، وَمَنْ لَمْ يُصَدِّقُهُ فَهُوَ كَاذِبٌ، وَمَنْ لَمْ يُسْعِدْهُ فَهُوَ شَقِيٌّ، وَمَنْ لَمْ يُرْزِقُهُ فَهُوَ مَحْرُوْمٌ، وَمَنْ لَمْ يَنْصِرَهُ فَهُوَ مَخْذُوْلٌ. أَلَا فَاهْدُوْا بِهَدْيِ اللهِ رَبِّكُمْ، وَبِمَا جَاءَ بِهِ نَبِيُّكُمْ ﷺ، فَإِنَّهُ مَنْ يَهْدِ اللهُ فَهُوَ المُهْتَدِيْ، وَمَنْ يُضْلِلْ فَلَنْ تَجِدَ لَهُ وَلِيًّا مُرْشِدًا. وَقَدْ بَلَغَنِيَ رُجُوْعُ مَنْ رَجَعَ مِنْكُمُ عَنْ دِيْنِهِ بَعْدَ الإِقْرَارِ بِالإِسْلَامِ، وَالعَمَلِ بِشَرَائِعِهِ، اعْتِزَازًا باللهِ ، وَجَهَاْلَةً بِأَمْرِهِ، وَطَاعَةً لِلشَّيْطَانِ، وَالشَّيْطَانُ لَكُمْ عَدُوٌّ، فَاتَّخِذُوْهُ عَدُوًّا إِنَّمَا يَدْعُوَ حِزْبَهُ لِيَكُونُوا مِنْ أَصْحَابِ السَّعِيْرِ. وَبَعْدُ، فَقَدْ وَجَّهْتُ إِلَيْكُمُ فُلَانٌ فِيْ جَيْشٍ مِنْ المُهَاجِرِيْنَ وَالأَنْصَارْ ، وَأَمَرْتُهُ أَنْ لَا يُقَاتِلَ أَحَدًا حَتَّىْ يَدْعُوْهُ إِلَىْ اللهَ ، ويَعْذِرُ إِلَيْهِ وَيُنْذِرْ، فَمَنْ دَخَلَ فِيْ الطَّاعَةِ وَسَارَعَ إِلَىْ الجَمَاعَةِ، وَرَجِعَ مِنَ المَعْصِيَةِ إِلَىْ مَا كَانَ يَعْرِفُ مِنْ دِيْنِ الإِسْلَامِ، ثُمَّ تَاْبَ إِلَىْ اللهِ تَعَالَىْ وَعَمِلَ صَالِحًا، قَبِلَ اللهُ مِنْهُ ذَلِكْ، وَأَعَاْنَهُ عَلَيْهِ، وَمَنْ أَبَىْ أَنْ يَرْجِعَ إِلَىْ الإِسْلَامِ بَعْدَ أَنْ يَدْعُوْهُ فُلَانٌ وَيَعْذِرَ إِلَيْهِ، فَقَدْ أَمَرْتُهُ أَنْ يُقَاتِلَهُ أَشَدَّ القِتَاْلِ، بِنَفْسِهِ وَمَنْ مَعَهُ مِنْ أَنْصَارِ دِيْنِ اللهِ وَأَعْوَانِهِ، لَا يَتْرُكَ أَحَدًا قَدِرَ عَلَيْهِ إِلَّا أَحْرَقَهُ بِالنَّارِ إِحْرَاقًا، وَيَسْبِيَ الذَّرَارِيَ وَالنِّسَاءَ، وَيَأْخُذَ الأَمْوَالَ، فَقَدْ أُعْذِرَ مَنْ أَنْذَرْ، وَالسِّلَامُ عَلَى عِبَادِ اللهِ المُؤْمِنِيْنْ، وَلَا قُوَّةَ إلَّا بِاللهِ العَلِيَّ العَظِيْمِ».

خريطة تُظهرُ الحملات التي أرسلها أبو بكر إلى قتال أهل الرِّدَّة وما تلاها من حملات خارج شبه الجزيرة العربيَّة نحو العراق وفارس والشَّام.

وقد أمر أبو بكر قادته بقراءة هذا الكِتاب في كل مجمع، وأن يجعلوا الدَّاعية الأذان، فإن أذّن المُسلمون، فأذّن الناس كفّوا عنهم، وإلَّا قاتلوهم.

### تكليف الألوية
وزَّع أبو بكر ألويته لتشمل كافَّة المناطق التي أعلنت ردَّتها وثورتها على سُلطان المُسلمين في المدينة، فجعل اللواء الأول بِقيادة خالد بن الوليد وأمره بقتال طُليحة بن خُويلد الأسدي وبنو أسد، فإذا فرغ منه سار لِقتال مالك بن نويرة زعيم بني يربوع من تميم. وجعل اللواء الثاني بقيادة عِكرمة بن أبي جهل، ووجَّههُ لِقتال مُسيلمة بن حبيب الحنفي في اليمامة، وجعل اللواء الثالث لشرحبيل بن حسنة وجعله مددًا لِعِكرمة في قتال مُسيلمة، فإن انتهيا منه يلحق شرحبيل بقواته مددًا لعمرو بن العاص في قتال قضاعة. أمَّا اللواء الرابع، فجعله أبو بكر للمُهاجر بن أبي أمية المخزومي لِقتال الأسود العنسي في اليمن ثم لِقتال عمرو بن معديكرب الزبيدي وقيس بن مكشوح المُرادي ورجالهما ومن بعدهم يُقاتل الأشعث بن قيس الكِندي وقومه. واللواء الخامس فكان لِسويد بن مقرن الأوسي لِقتال تهامة اليمن، والسَّادس للعلاء بن الحضرمي لِقتال الحطم بن ضبيعة زعيم بني قيس بن ثعلبة ومُرتدي البحرين. وكان اللواء السابع لحذيفة بن محصن لِقتال ذي التاج لقيط بن مالك الأزدي الذي تنبأ في عُمان، والثامن لعرفجة بن هرثمة ووجَّهه إلى بلاد مُهرة. كما وجّه ثلاثة ألوية للشمال، فجعل التَّاسع لعمرو بن العاص لقتال قضاعة، والعاشر لمعن بن حاجز السُلميّ لِقتال بني سُليم ومن معهم من هوازن، والأخير كان لخالد بن سعيد بن العاص ليستبرئ مشارف الشام.

## سير المعارك

### قتال طُليحة الأسدي - معركة البُزاخة
كانت مُواجهة المُسلمين مع أولى جُيوب الرِّدَّة في منازل بني أسد ببُزاخة، حيثُ اتَّجه خالد بن الوليد على رأس جيشٍ بلغ تعداد أفراده أربعة آلاف مُقاتل، أقلُّهم من المُهاجرين، وأكثرهُم من القبائل القريبة من المدينة وبعضُ بني كِنانة، وكان فيهم من الأنصار ما بين أربعمائة إلى خُمسُمائة مُقاتل بِقيادة ثابت بن قيس، وحمل أبو لبابة رايتهم. عسكر جيشُ طُليحة في سميراء، وانضمَّت إليه فُلول عبس وذِبيان الذين هزمهم أبو بكر، كما انحازت إليه قبائل غطفان وسُليم ومن جاورهم من أهل البادية في شرق المدينة وفي شمالها الشرقيّ، وحاول استقطابُ طيء للانضمام إليه، عن طريق الحِلف الذي كان بينهم وبين بني أسد، في الجاهليَّة، فتعجَّل أقوام من جُديلة والغوث وهُما من طيء بالانضمام إليه، وأوصوا من تأخَّر باللِحاقِ بهم. واشتدَّ ساعدُ طُليحة حتَّى ظنَّ أنهُ لن يُغلب، ونقل مُعسكرهُ من سميراء إلى بُزاخة، الأكثر مناعة، استعدادًا لِمُواجهةٍ مُحتملةٍ مع المُسلمين. وأمر أبو بكر خالدًا أن يبدأ بطيء قبل أن يتوجَّه إلى البُزاخة، وبعث عُدي بن حاتم الطائيّ، وهو أحد الأشخاص الذين ثبتوا على إسلامهم، حتَّى يُدرك قومه طيء ويُحاول إخراجهم من التحالف مع طُليحة، والعودة بهم إلى طاعة المدينة. ونجح عُديٌّ في مُهمَّته، لكن كان على طيء أن تسحب قُوَّاتها الموجودة في مُعسكر طُليحة خشية أن يقتُلهم أو يرتهنهم، فطلبوا من عُدي أن يكُفَّ خالدًا عنهم حتَّى يستخرجوهم. استحسن خالد هذا العرض، وأمهلهم ثلاثة أيَّام، مُدركًا في الوقت نفسه أنَّ من شأن ذلك أن يُكسبه قُوَّةً إضافيَّةً، ويُضعِفُ من قوَّةِ خصمه. وطلب القوم من إخوانهم في البُزاخة أن يعودوا إلى منازلهم لِيُساعدوهم في التصدّي لِزحف المُسلمين، وسمح لهم طُليحة بالعودة، فانضمَّ بذلك خُمسُمائة مُقاتلٍ من الغوث إلى صُفوف المُسلمين. ارتحل خالد بعد ذلك إلى الأنسر يُريد جُديلة، فتدخَّل عُدي بن حاتم أيضًا، وأقنع الجُديليين بالعودة إلى حظيرة الإسلام. ويبدو أنَّ انضمام الغوث إلى المُسلمين، شكَّل دافعًا لِهؤلاء لِتغيير موقفهم، وانضمَّ خُمسُمائة مُقاتلٍ منهم إلى صُفُوف خالد، فأضحى عدد جُنوده خمسة آلاف، كما انضمَّت سُليم إلى صُفوف المُسلمين، وكانت لا تزال مُتردِّدة إلى أن زحف خالد نحو بني أسد فخشيت على نفسها.

خط سير خالد بن الوليد في حُرُوب الرِّدَّة.

والواقع أنَّ بعض القبائل التي صنَّفها المؤرخون في عِداد المُرتدين مثل طيء، كانت في الحقيقة ضحيَّة مزيجٍ من عدَّة مشاعرٍ تفاعلت في أبنائها نتيجة عدم تجذُّر العقيدة الإسلاميَّة في قلوبهم، بالإضافة إلى وُقوعهم تحت تأثير التقاليد الجاهليَّة وأفكارها، ثُمَّ ارتباطهم بِروابط الأحلاف وحُسن الجِوار مع قبائل أُخرى، هذا فضلًا عمَّا رأوه في بعض أحكام الإسلام من تضييق على حُريَّتهم، وانتقاص من سطوتهم، وتحمُّلهم أعباء هُم في غنى عنها، ومثل هؤلاء، كانوا بحاجةٍ إلى مزيدٍ من الإقناع والموعظة الحَسَنة، والتَّعريف بِأحكام الإسلام وأهدافه، ويتعذَّر تحقيق ذلك في بضع سنين. ومهما يكُن من أمر، فقد بلغت أنباء التحوُّلات الجديدة طُليحة في البُزاخة، فاغتمَّ، لكنَّهُ أصرَّ على موقفه، وشجَّعهُ عُيينة بن حِصن الفرازي الذي كان يكنُّ الحِقد على أبي بكر والمُسلمين. وبثَّ طُليحة العُيون على فِجاج الصحراء حتَّى لا يؤخذ على غرَّة، وعلِم منهم بِزحف المُسلمين قبل أن يصلوا إلى بُزاخة. فعبَّأ قُوَّاته استعدادًا للمُواجهة، ووضع خطَّةً عسكريَّةً قائمة على الغَلَبة، والفِرار في حال الهزيمة. فعزل مُعظم النساء في مكانٍ أمين لئِلَّا يقعن في السبي إذا دارت الدائرةُ عليه، وأحاط نفسه بِأربعين فارسًا من أشد فتيان بني أسد.
فاق جيشُ طُليحة جيش المُسلمين عددًا بألف مُقاتلٍ أو أكثر، كما توفَّر لديه الكثير من السلاح والركائب، وكانت البلادُ حيثُ يُعسكر هي دياره، فكان يشعرُ بالرَّاحة عكس الجيش الإسلامي الذي كان على أفراده أن يُقاتلوا بعد سير مئات الأميال في الأودية والجِبال. التفت قيس وبنو أسد حول طُليحة، واستعدّوا للقِتال. فأشارت جماعةٌ من طيء على خالد أن يُحارب قيسًا ويعدل عن بني أسد، وذلك لِحلفٍ كان بينهم في الجاهليَّة. عارض عُديّ بن حاتم الطائيّ هذا التوجُّه، وكان خالد حريصًا على ألَّا يسمح لأيِّ انشقاقٍ يحصل داخل صُفوف قُوَّاته، فهو بحاجةٍ إلى كُلِّ مُقاتل، نظرًا لِشدَّة بأس عدُوِّه الذي يُحاربُ على أرضه، فأقنع عُديًّا بِمُجاراة قومه. وهكذا قاتلت طيء قيسًا، وقاتل سائر المُسلمين بني أسد.
والتحم الجيشان في رحى معركةٍ ضارية انتهت بانتصار المُسلمين. وانفضَّ الفرازيّون عن طُليحة بعد أن اكتشفوا أنَّه كاذب، فطاردهم المُسلمون يقتُلونهم ويأسرونهم، وكان عُيينة سالِف الذِكر من بين الأسرى. ولاذ طُليحة بالفِرار حتَّى النقع من منازل كلب على تُخوم الشَّام، وقُتل من جيشه خلقٌ كثيرٌ، وعاد من بقي عن رِدَّته. وعندما علِم طُليحة بتحوُّل كفَّة الصِراع إلى جانب المُسلمين، وبلغه ما لقيت أسد وغطفان من الشدَّة، وعودة من ارتدَّ منهم إلى الإسلام، أسلم وحسُن إسلامه بعد ذلك، واشترك في معركة القادسيَّة إلى جانب المُسلمين، وكانت نهايته في معركة نهاوند، عندما سقط في ساحة القِتال مع من سقط من الطرفين.
بعد انتصار خالد بن الوليد، كتب إليه أبو بكر الصدّيق يدعوه إلى الاستمرار بحرب أهل الرِّدَّة، وأن لا يتساهل معهم، وخاصَّةً الذين نكَّلوا بالمُسلمين وعذبوهم. وعلى هذا الأساس، أقام خالد بن الوليد حوالي الشهر في بُزاخة، نفَّذ خلالها عمليَّاتٍ عسكريَّةٍ ضدِّ فُلول المُرتدين. وهكذا عاد بنو عامر وسُليم وهوزان عن رِدَّتهم. وطلب منهم خالد تسليمه الذين قتلوا المُسلمين ومثَّلوا بهم أثناء رِدَّتهم، فلمَّا جيء بهم عفا عن المُقاتلين العاديين، وأرسل الزُعماء إلى المدينة، وكان من بينهم قُرَّة بن هُبيرة القشيري صاحب رِدَّة بني عامر، وعُيينة بن حِصن الفرازي، وقتل الذين عدوا على المُسلمين. وعفا أبو بكر بدوره عن قُرَّة وعُيينة سالِفا الذِكر بعد أن تابا، كما عفا عن علقمة بن عُلاثة الكلبي، لكنَّه أمر بإعدام بُجير بن عبد الله السلمي، نتيجة ما اقترفت يداه من العدوان والقتل بحق المُسلمين. وخِلال تلك الفترة، كان بعضُ أصحاب طُليحة ومن معهم من الرجال قد التفّوا حول امرأة تُدعى سلمى بنت مالك الفرازيَّة، وتُكنى «أُم زمل» لها ثأرٌ عند المُسلمين بسبب مقتل والدتها أُم قرفة في العهد النبويّ على يد زيد بن حارثة حين اجتاح بني فزارة، فخرج إليها خالد وهزمها وجيشها وقتلها وأرغم أتباعها على الفِرار.

### قتال بني تميم
بعد أن انتهى خالد من القضاء على حركة الرِّدَّة في الشمال الشرقي لِشبه الجزيرة العربيَّة، سار إلى بطاح بني تميم في شهر شعبان سنة 11هـ، المُوافق فيه شهر تشرين الأوَّل (أكتوبر) سنة 632م. ولا تتحدَّث المصادر عن اشتباكاتٍ كبيرةٍ، لكنَّ الحملة انتهت بقتل مالك بن نُويرة، الأمر الذي أثار حفيظة بعض المُسلمين، وعرَّضت خالدًا للنقد الغليظ. ومالك بن نُويرة سالِف الذِكر كان عامل النبيّ مُحمَّد على صدقات بني حنظلة، فلمَّا توفي النبيّ، أعفى بني حنظلة من الزكاة. ولعلَّهُ كان من فريق بني تميم الذي احتار في أمره: لا يُريدُ الرِّدَّة ولا يُريدُ دفع الزكاة، ولكنَّهُ في جميع الأحوال أخطأ عندما تجاهل نصائح أقرانه في القبيلة، بِعدم الإقدام على هذا التصرُّف. وعندما علِم بِزحف المُسلمين باتجاه البِطاح، هاله الأمر، وأدرك أنَّهُ عاجز عن مُواجهة المُسلمين ميدانيًّا، فأمر أتباعهُ بالتفرُّق، ونهاهم عن الاجتماع والمُقاومة. وتوقَّف عند هذا الحد، فَلَم يخرج لِلقاء خالد وإعلان توبته وعودته إلى الإسلام. ويبدو أنَّهُ لم يكن بوسعِه أن يحمل نفسهُ على مسيرةٍ عدَّها مذلَّةً لكِبريائه. ولمَّا بلغ المُسلمون بني تميم، أسروا أُمرائهم ومشايخهم، وفي مُقدِّمتهم مالك بن نُويرة، ثُمَّ قتله ضرَّار بن الأزور، واختلفت الروايات في مقتله. ففي إحدى الروايات أنَّ أفراد السريَّة التي ألقت القبض على زُعماء الرِّدَّة اختلفوا فيما بينهم عمَّا إذا كان هؤلاء المشايخ قد أذَّنوا وأقاموا وصلّوا وأقرّوا بالزكاة أم استمرّوا على رِدَّتهم، وكان الصحابي أبو قتادة الأنصاريّ من أصحاب الرأي الأوَّل، فشهد أنَّ مالكًا ومن معه كانوا على الإسلام، في حين شهدت فئة أُخرى بأنَّهم لم يكونوا كذلك، فلمَّا رأى خالد الاختلاف، أمر بسجنهم حتَّى الصباح ليحكُم بالأمر. وكانت ليلةً باردةً، تزدادُ بردًا كُلَّما مضى شطرٌ من الليل، فأخذ خالد الشفقة عليهم، فأمر مُناديًا «أدفئوا أسراكُم» وكان معنى العِبارة في لهجة كِنانة القتل (يُقال: «دفَّف على الجريحِ» أي «أجهز عليه»)، ولمَّا كان الحرسُ من هؤلاء، قتلوهم. فقتل ضرَّار بن الأزور مالكًا، وسمِع خالد الضجَّة، فخرج وقد فرِغوا منهم، فقال: «إِذَا أَرَادَ اللهُ أَمْرًا أَصَابَهُ». وفي روايةٍ أُخرى أنَّ خالد أمر بإحضار مالك لاستجوابه ومعرفة ما يدورُ في نفسه، فقال مالك: «أَتَقْتُلُنِيْ وَأَنَا مُسْلِمٌ أُصَلِّي إِلَىْ القِبْلَة؟» فقال خالد: «لَوْ كُنْتَ مُسْلِمًا لَمَا مَنَعْتَ الزَّكَاةَ وَلَا أَمَرْتَ قَوْمَكَ بِمَنْعِهَا، وَاللهِ مَا نِلْتُ مَا فِي مَثَابَتِكَ حَتَّى أَقْتُلُكْ». وفي روايةٍ أنَّهُ قال: «أَنَا آتِيْ بِالصَّلَاةِ دُوْنَ الزَّكَاةِ». فقال لهُ خالد: «أَمَا عَلِمْتَ أنَّ الصَّلَاةَ وَالزَّكَاةَ مَعًا، لَا تُقْبَلُ وَاحِدَةٌ دُوْنَ الأُخْرَى؟» فقال مالك: «قَدْ كَانَ صَاحِبُكُمْ يَقُوْلُ ذَلِكْ». قال خالد: «أَوَمَا تَرَاهُ لَكَ صَاحِبًا؟ وَاللهِ لَقَدْ هَمَمْتُ أَنْ أَضْرِبَ عُنُقَك!» ثُمَّ تجادلا في الكلام، فتعهَّد لهُ خالدٌ أن يقتله، وكان عبدُ الله بن عُمر وأبو قتادة الأنصاريّ حاضرين، فكلَّما خالدًا في أمره، فكره كلامهما، فاقترح مالك أن يُرسل ومن معه إلى أبو بكر بالمدينة فيحكُمُ فيهم، لكنَّ خالدًا أبى، وتقدَّم إلى ضرَّار بن الأزور بضرب عُنقه. وفي روايةٍ أُخرى أنَّ خالدًا أمر برأس مالك، فجعلهُ مع حجرين وطبخ على الثلاثة قدرًا، فأوهم تلك الليلة أنَّهُ يأكُلُ منها ليُرهب بذلك المُرتدين. ولكن الذي لا خِلاف عليه أنَّ خالد بن الوليد تزوَّج بعد ذلك امرأة مالك بن نُويرة، وهي أُم تميم ابنة المنهال، الأمر الذي جعل الأقاويل تكثر حوله. وفي بعض الروايات أنَّ هذه الحادثة ما أن بلغت مسامع عُمر بن الخطَّاب في المدينة حتَّى ثار وغضب وطلب من أبي بكرٍ أن يعزل خالد فورًا عن قيادة الجيش حتَّى لا يظنُّ الناس سواء المُسلمين منهم أم المُرتدين أنَّ الإسلام دين القتل والبطش والتنكيل، وحرَّضهُ على طلبه إلى المدينة كي يُتخذ القرار بشأنه، ولمَّا حضر خالد عاتبهُ أبو بكر عتابًا شديدًا وأمره أن يُفارق امرأة مالك فورًا، لكنَّهُ لم يعزلهُ عن قيادة الجيش وأمرهُ بالاستمرار بقتال أهل الرِّدَّة، غير أنَّ عُمرًا لم ينسَ لهُ ما فعل.

### قتال بني حنيفة

شعار المُسلمين الذي جعل يُنادي به خالد بن الوليد في معركة اليمامة.

كانت رِدَّة بني حنيفة من أخطر حركات الرِّدَّة، وقد تزعَّمها مُسيلمة بن حبيب، وجمع حوله أربعين ألفًا من المُقاتلين. وكان أبو بكر الصدّيق قد بعث بِعِكرمة بن أبي جهل ثُمَّ سيَّر وراءه شرحبيل بن حسنة، وذلك لِمُقاتلة مُسيلمة. ولكنَّ عِكْرِمة لم ينتظر قُدوم شرحبيل، وهاجم مُسيلمة الذي أنزل به الهزيمة. فأمرهُ أبو بكر بالسير إلى عُمان ومهرة ثُمَّ إلى اليمن لِمُساندة المُسلمين في قِتال أهل الرِّدَّة، في حين أمر شرحبيل بن حسنة بالبقاء مكانه حتَّى قُدوم خالد بن الوليد. وتسرَّع شرحبيل بن حسنة أيضًا فواجه بني حنيفة وحلَّت بهِ الهزيمة قبل وُصول خالد بن الوليد. وعندما وصل خالد، كان على رأس جيشٍ عرمرميٍّ تراوح عديده ما بين عشرة آلاف إلى اثنيّ عشر ألف مُقاتل من ضمنهم جماعةٌ من المُهاجرين وممَّن شهد بدرًا والقُرَّاء. عسكر مُسيلمة بعقرباء في طرف اليمامة عندما علم بِزحف المُسلمين جاعلًا ريف اليمامة وحُصونها وراء ظهره، وعبَّأ جُنوده استعدادًا للمُواجهة. وعسكر خالد في مُواجهته، وتأهَّب الجمعان لِخوضِ أشرس معركة سمع بها العرب حتَّى ذلك الحين، يُعلِّقُ كُلُّ طرفٍ مصيرهُ بِمصير ذلك اليوم. وحاول خالد أن يشق الصف بين بني حنيفة ومُسيلمة، فحاول استقطاب بعضُ أشرافهم والطَّلب منهم التأثير على أتباع مُسيلمة وسلخهم من جيشه، عن طريق الترهيب والترغيب، لكنَّهُ فشل في ذلك، وظلَّ بنو حنيفة مُتكتلين حول مُسيلمة، وقد نظروا إلى هذا الصِراع من زاوية قبليَّة محضة. ابتدأت المعركة بمُبارزاتٍ فرديَّةٍ قبل أن يلتحم الجمعان في عدَّة جولات، وتعرَّض المُسلمون في بداية المعركة لِضغطٍ قتاليٍّ شديد، ممَّا اضطرَّ خالدًا إلى تعديل خطَّته العسكريَّة، فأجرى تغييراتٍ جذريَّةٍ في وضع الجيش من خِلال تمييز المُقاتلين حسب قبائلهم. وهدف من وراء ذلك إثارة التنافس بين المُسلمين لِلقتال حتّى أقصى مداه. وفعلًا، فقد أثارت هذه التغييرات القُوَّة العصبيَّة والحِمية الدينيَّة لدى المُقاتلين المُسلمين فاشتدَّ التنافس بينهم، فكانت كُلُّ فرقةٍ تودُّ أن تنال النصر وشرف الغَلَبة، فيندفع جُنودها إلى الموت.

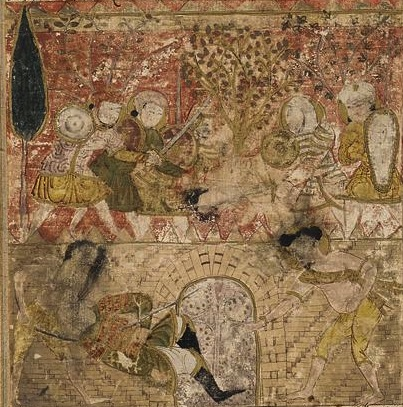
مُنمنمة فارسيَّة تُصوَّرُ مصرع مُسيلمة الكذَّاب على يد وحشيّ.

استمرَّ القِتال في الجولة الأخيرة عدَّة ساعات، كثُر فيها عدد القتلى من الجانبين. وثَبَت بنو حنيفة، ولم يحفلوا بِكثرة من قُتل منهم. فأدرك خالد عندئذِ أنَّ الحرب لا تخِفُّ وطأتها ما بقي مُسيلمة بين بني حنيفة، وأنَّ العدُوَّ لا ينهزم إلَّا إذا قُتل، ولن تنتهي المعركة إلَّا بموته. لذلك شدَّد ضغطهُ القتاليّ، وجعل يُنادي «يَا مُحَمَّدَاه!» لإثارة حمية جُنوده، فضغط المُسلمون على مُسيلمة وجُنوده، فاضطرَّ الأخير إلى التراجع ودخل حديقته مع عددٍ كبيرٍ من أتباعه وأغلق بابها لِتخفيف الضغط. حاصر المُسلمون الحديقة واقتحموها وجرى بِداخلها قتالٌ ضارٍ، وكان من بين المُسلمين وحشيّ بن حرب، مولى المطعم بن عُديّ سابقًا، وقاتلُ حمزة بن عبدِ المُطّلِب عمّ الرسول مُحمَّد في معركة أُحد، وكان قد أسلم بعدها واعتذر إلى النبيّ عمَّا فعله، فلاحت لهُ وسط خِضام المعركة فُرصةً انكشف مُسيلمة خِلالها أمامه، فرماهُ بِحربَته، فأصابهُ ووقع أرضًا، وسارع إليه أبو دجانة سماك بن خرشة بِسيفه وأجهز عليه. شكَّل مقتل مُسيلمة بداية النهاية لِهذه المعركة الضَّارية، ووَضع حدًّا لِذلك القِتال الشديد، إذ تزعزت قُوَّة العدوّ وانهارت، واشتدَّت في المُقابل قُوَّة المُسلمين، ففتكوا بَجُنود مُسيلمة فتكًا ذريعًا لم يترك لِمجَّاعة بن مرارة الحنفيّ، الذي تولّى القيادة بعد مقتل مُسيلمة، الخيار، فأعلن استسلامه وطلب الصُلح. تكبَّد بنو حنيفة واحد وعشرين ألف قتيل، في حين تكبَّد المُسلمون ألفًا ومائتيّ قتيل، فأُطلق على الحديقة حيثُ جرى القِتال اسم «حديقة الموت». أعلن بنو حنيفة بعد ذلك توبتهم من الرِّدَّة وعودتهم إلى الإسلام، ثُمَّ فُتحت الحُصون وأُخرج ما فيها من السلاح والحلقة والكراع والذَّهب والفِضَّة، فقسَّمهُ خالد على الجُند وعَزل الخُمس، فأرسلهُ إلى أبي بكرٍ مع وفدٍ من بني حنيفة تدليلًا على توبتهم، فجدَّدوا إسلامهم أمامه.

### القضاء على الرِّدَّة في البحرين
دخل أهل البحرين إلى الإسلام بعد عودة وفد بني عبد القيس إلى النبي محمد ومعهم العلاء بن الحضرمي ليفقّه الناس بدين الإسلام، وأقر النبي ملكهم المنذر بن ساوى عاملاً عليهم. وبعد وفاة النبي محمد بأيام، توفي المنذر بن ساوى، فارتد أهل البحرين. ثم استطاع الجارود بن المعلى أن يُعيد جانبًا من بني عبد القيس إلى الإسلام، فيما ثبُت بنو بكر على ردتهم. حاصر المرتدين من بني عبد القيس ومن معهم من ربيعة قومهم ممن أسلموا، كذلك فعل الحُطم بن ضُبيعة البكري فيمن بقي على إسلامه من بني بكر بن وائل. أرسل أبو بكر بعثًا لقتال مرتدي البحرين بقيادة العلاء بن الحضرمي، وانضم له مُسلمي القبائل التي مر بها في طريقه.
أرسل العلاء إلى الجارود يأمره بالمسير بمسلمي بني عبد القيس إلى الحُطم بن ضُبيعة، واجتمع الجارود بجيش العلاء في هجر. أقام المسلمون خندقًا حول معسكرهم، وكذلك فعل المرتدون. ظل الفريقان يتناوشان لشهر، حتى جاء يوم سمع فيه المسلمون جلبة في معسكر المرتدين، فأرسلوا من يتجسس خبرهم، فوجدهم سُكارى. فهاجم المسلمون عدوهم، وهزموهم وقتل قيس بن عاصم المنقري الحطم بن ضبيعة. وفرّ معظم المرتدين وعبروا إلى دارين، فتتبعهم العلاء بجيشه وهزمهم مرة أخرى.

### القضاء على الرِّدَّة في عُمان ومُهرة
كانت ردة أهل عُمان بعد أن تنبأ فيها رجل يُدعى ذي التاج لقيط بن مالك الأزدي، فتبعه بعض أهلها، وتغلّب على جيفر وعبد ابني الجلندي عُمّال المسلمين على أهل عُمان، ففرا منه، وأرسل جيفر إلى أبي بكر ليخبره بما كان. بعث أبو بكر إليهم بعثين بقيادة حذيفة بن محصن وعرفجة بن هرثمة لقتال المرتدين في عُمان ومهرة على أن يبتدئا بعُمان. كما أمر عكرمة بن أبي جهل أن يلحق بهما مع بعثه بعد أن فشل في قتاله مع مسيلمة. وحين علم ذو التاج بمقدم المسلمين، تحرك بجيشه إلى دبا، بينما عسكر ابنا الجلندي في صُحار ولحق بهم بعوث المسلمين. دارت معركة طاحنة بين الفريقين كادت أن تنتهي بهزيمة المسلمين لولا وصول مدد للمسلمين من بني عبد القيس وناجية في الوقت المناسب. قتل المسلمون من عدوهم نحو عشرة آلاف، وقد غنموا الكثير في تلك المعركة. ورأى القادة أن يبقى حذيفة لتثبيت أمر المسلمين في عُمان، وأن يسير عرفجة بالغنائم إلى المدينة، وأن يمضي عكرمة بالجيش إلى بلاد مهرة. وفي بلاد مهرة، وجد المسلمون أهلها قد انقسما إلى معسكرين أحدهما بقيادة رجل من بني مُحارب يُدعى المُصَبَّح، والآخر بقيادة رجل اسمه شخريت. راسل عكرمة شخريت، فأطاعه وانضم بجنده إلى جيش المسلمين، فيما رفض المصبح إطاعة عكرمة والعودة إلى الإسلام، فقاتله عكرمة. انتهت المعركة بين الجيشين بنصر المسلمين ومقتل المصبح.

### القضاء على الرِّدَّة في اليمن
كان باذان والي الفرس على اليمن، قد أسلم بعد أن تحققت لديه نبوءة النبي محمد بوفاة كسرى. وقد ثبّته النبي محمد في منصبه حتى وفاة باذان عام 10 هـ، فقسّم النبي ولايته، فجعل ابنه شهر بن باذان على صنعاء وبعض أصحابه على باقي مناطق اليمن. وفي آخر عهد النبي محمد، خرج عبهلة بن كعب بن غوث العنسي المذحجي المعروف بذي الخمار الأسود العنسي على عمّال النبي محمد في اليمن، فجمع 700 مقاتل وهاجم بها نجران فانتزعها، ثم سار إلى صنعاء فقاتله شهر بن باذان، فهزمه الأسود وقُتل شهر. فاضطربت الأمور في اليمن، ودانت له من حضرموت إلى الطائف إلى البحرين والأحساء إلى عدن، فعظُم ملكه واستغلظ أمره. فارتد بعض أهل اليمن، وآثر أكثر المسلمين مُداراته وإتقاء شر أمره. أسند الأسود أمر جنده إلى قيس بن عبد يغوث بن مكشوح المرادي، واستعان في إدارة ملكه بفيروز الديلمي وداذويه، وتزوج من آزاد أرملة شهر بن باذان والتي هي ابنة عم لفيروز، وكانت قد بقيت على إسلامها غير أنها كتمت ذلك. حين بلغ الخبر إلى النبي محمد، أرسل وبر بن يحنس الدليمي إلى مسلمي اليمن يأمرهم بقتال العنسي. تولى معاذ بن جبل الدعوة لذلك، وكان حينئذ باليمن حيث أرسله النبي محمد ليُعلم أهلها الإسلام، فاجتمع له عدد من مسلمي اليمن، ونجحوا في الاتصال بقيس بن عبد يغوث قائد جند العنسي الذي وقع الخلاف بينه وبين العنسي. كذا اتصلوا بفيروز وداذويه، وكانا أيضًا على خلاف مع الأسود، واتفقوا على قتل الأسود. وأرسلوا إلى آزاد زوجة العنسي يطلبوا معونتها، فوافقتهم، وأعلمتهم بمحل يكون فيه بلا حراسة، ويسّرت لهم سلاح وسُرُج. واتفقوا على موعد تمكن فيه فيروز من قتل الأسود بمعاونة صاحبيه، واحتزوا رأسه، ثم جمعوا الناس وألقوا الرأس بينهم، فانهزم أصحاب عبهلة ونجح عدد من الفرسان من أتباع العنسي في الفرار، وظلوا يترددون بين نجران وصنعاء لا يأوون إلى أحد. وبذلك، عادت بذلك اليمن إلى إسلامها، وأرسلوا إلى النبي محمد بالخبر. كان مقتل الأسود العنسي قبل وفاة النبي محمد بأيام، وقد وصل الخبر المدينة في آخر ربيع الأول في خلافة أبي بكر.
أما عن المنطقة الواقعة بين مكة واليمن، فبعد وفاة النبي محمد واضطراب الأمور، كتب عتاب بن أسيد عامل أبي بكر على مكة إلى أبي بكر بخبر من ارتد، وبعث عتاب أخاه خالدًا إلى أهل تهامة لقتال من ارتد منهم، فهزم خالد كنانة في الأبارق، وبعث عثمان بن أبي العاص عامل الطائف عثمان بن أبي ربيعة لقتال شنوءة فهزمهم، وقاتل الطاهر بن أبي هالة عامل أبي بكر على بنو عكّ والأشعريين بمن بقي على إسلامه المرتدين من عك والأشاعرة وهزمهم. أما بُجيلة، فقد أمر أبو بكر جرير بن عبد الله البجلي أن يقاتل من ارتد من قومه، ثم يسير لقتال خثعم، ففعل وتمكّن من ذلك. فيما بقي أهل نجران على عهدهم، وبعثوا وفدًا منهم لتجديد العهد مع أبي بكر.
وفي اليمن، فبالرغم من وفاة الأسود العنسي، إلا أن أمورها اضطربت من جديد. طمع قيس بن مكشوح المرادي في مُلك اليمن، فارتد عن الإسلام، وكاتب أصحاب الأسود فأجابوه، ثم أعد قيس مكيدة لفيروز وداذويه، فدعاهما إلى طعام، فسبق داذويه فيروز إلى الوليمة، فانفرد به قيس وقتله. وفي طريقه إلى الوليمة، سمع امرأتان تتحدثان عن مقتل داذويه، ففر إلى أخواله بجبل خولان، وارتدت صنعاء عن الإسلام مجددًا. ثم لجأ قيس بن مكشوح إلى إجلاء الأبناء عن اليمن.(1) استطاع بعد ذلك فيروز أن يجمع جيشًا قاتل به ابن مكشوح، وهزمه وأُسر قيس بن مكشوح المرادي وحليفه عمرو بن معديكرب. كان أبو بكر قد أرسل بعثًا بقيادة المهاجر بن أبي أمية المخزومي لقتال مرتدي اليمن، فسلّم فيروز أسيريه إلى المهاجر الذي أرسلهما إلى المدينة، فعنّفهما أبو بكر ثم عفا عنهما بعد اعتذارهما، وبذلك استقر الوضع لصالح المسلمين في اليمن. وعمل المهاجر على مطاردة جيوب المرتدين في اليمن حتى تمكّن منهم، وبعث بأمره إلى أبي بكر.

### القضاء على الرِّدَّة في كِندة وحضرموت
عندما وفاة النبيِّ مُحمَّد، كان زياد بن لُبيد عاملاً له على حضرموت، وعُكاشة بن مِحصَن على بني السكاسك والسُكون، والمُهاجر بن أبي أميَّة على كِندة، غير أنَّ المُهاجر قد ألم به مرض حال دون خروجه إلى كنِدة، فتولَّاها زياد بن لُبيد إلى أن خرج المُهاجر بلوائه إلى قِتال المُرتدين في اليمن. وكان بنو كِندة قد أجابوا دعوة الأسود العنسي حين تنبَّأ في آخر حياة النبيّ مُحمَّد. وحين بلغ المُهاجر صنعاء، أرسل إلى أبي بكر يُخبره بحالها، فأمره أبو بكر هو وعِكرمة بالتوجه إلى حضرموت. فسار المُهاجر من صنعاء، وسار عِكرمة من أبين، والتقيا في مأرب وعبرا صحراء صهيد يُريدان حضرموت.
في تلك الأثناء، كان زياد بن لُبيد قد اشتدَّ في حزمٍ في التعامل مع الخارجين على سُلطان المُسلمين في حضرموت، فأغار على بني عمرو بن مُعاوية بمن بقي على إسلامه من رجال بني السُكون، وهزمهم وسبى من نسائهم. مرّ زياد بأسراه على عسكر الأشعث بن قيس وبني الحارث بْن مُعاوية، فاستغاثت نسوة من بني عمرو بن معاوية قائلات: «يَا أَشْعَثْ، يَا أَشْعَثْ! خَالَاتِكْ خَالَاتِكْ!» فثار الأشعث في بني الحارث واستنقذهم، ثم جمع من بني الحارث بن معُاوية وبني عمرو بن مُعاوية، ومن أطاعه من السكاسك لِقتال زياد. حينئذٍ، كتب زياد للمُهاجر يستقدمه، فخلف المُهاجر عِكرمة على قِيادة الجيش، وهبَّ في كتيبةٍ سريعةٍ لِنجدة زياد. والتقى الفريقان في محجر الزرقان، واقتتلوا فانهزمت كِندة، وفرّوا إلى حصن النجير، وتجمّعوا فيه. كان لهذا الحصن ثلاث طُرق تؤدي إليه، فعسكر زياد على أحدها، وعسكر المُهاجر على الثاني، والثالث استخدمته كِندة لإمداد الحصن بالمؤن. وما أن وصل عِكرمة بجيشه، حتى عسكر في الطريق الثالث، وقطع الميرة عن الحصن، كما أرسل عِكرمة خُيولاً قاتلت المُرتدين من كِندة حتى بلغوا الساحل. ولما علم من بِالحصن بما أصاب أحياء كِندة، تعاقدوا وتواثقوا على الاستماتة في القتال. وفي الصباح، تقاتل الفريقان، وكثر القتلى في الطرق الثلاثة، وهُزمت كِندة. حينئذٍ، يأس أهل النجير، وخرج الأشعث بن قيس إلى المُسلمين يستأمنهم على نفسه وتسعةٌ من قومه وأهليهم على أن يفتح لهم باب الحصن، فأجابه المُهاجر إلى ذلك. وطلب منه أن يكتب كتابًا بأسمائهم ليختمه ويأمنهم، فكتب الأشعث أسمائهم، ونسي أن يُضيف اسمه. دخل المسلمون الحصن وقتلوا المقاتلة، وسبوا نحو ألف امرأة، وأجاز المُهاجر من في الكتاب، وأمسك بالأشعث يريد أن يقتله، لولا تدخُّل عِكرمة، ونصيحته بترك أمره إلى أبي بكر. فأوثقوا الأشعث، وأرسلوه إلى المدينة. وبذلك قضى المُسلمون على رِدَّة كِندة وحضرموت، وولّى أبو بكر المُهاجر على اليمن، وعُبيدة بن سعد على السكاسك وكِندة، وأقر زياد بن لُبيد على حضرموت. وعندما بلغ الأشعث المدينة، جرى حوارٌ بينه وبين الخليفة، هو أقرب إلى المُعاتبة والتهديد بالقتل من جانب الخليفة. وانتهى بالعفوِ عن الأشعث بعد أن عاد إلى الإسلام، وأقام المُهاجر وعِكرمة في حضرموت وكِندة حتَّى استتبَّت الأُمورُ تمامًا للمُسلمين وتحقَّق الأمن، فكان ذلك آخر حُرُوبِ الرِّدَّة.

## نتائج الحروب وتبعاتها
انتهت حُرُوبُ الرِّدَّة في شبه الجزيرة العربيَّة، وقد شكَّلت حدثًا ترك آثارًا على أوضاع العرب المُسلمين بعامَّة، لعلَّ أهمَّها، حسب الباحث أحمد عادل كمال:

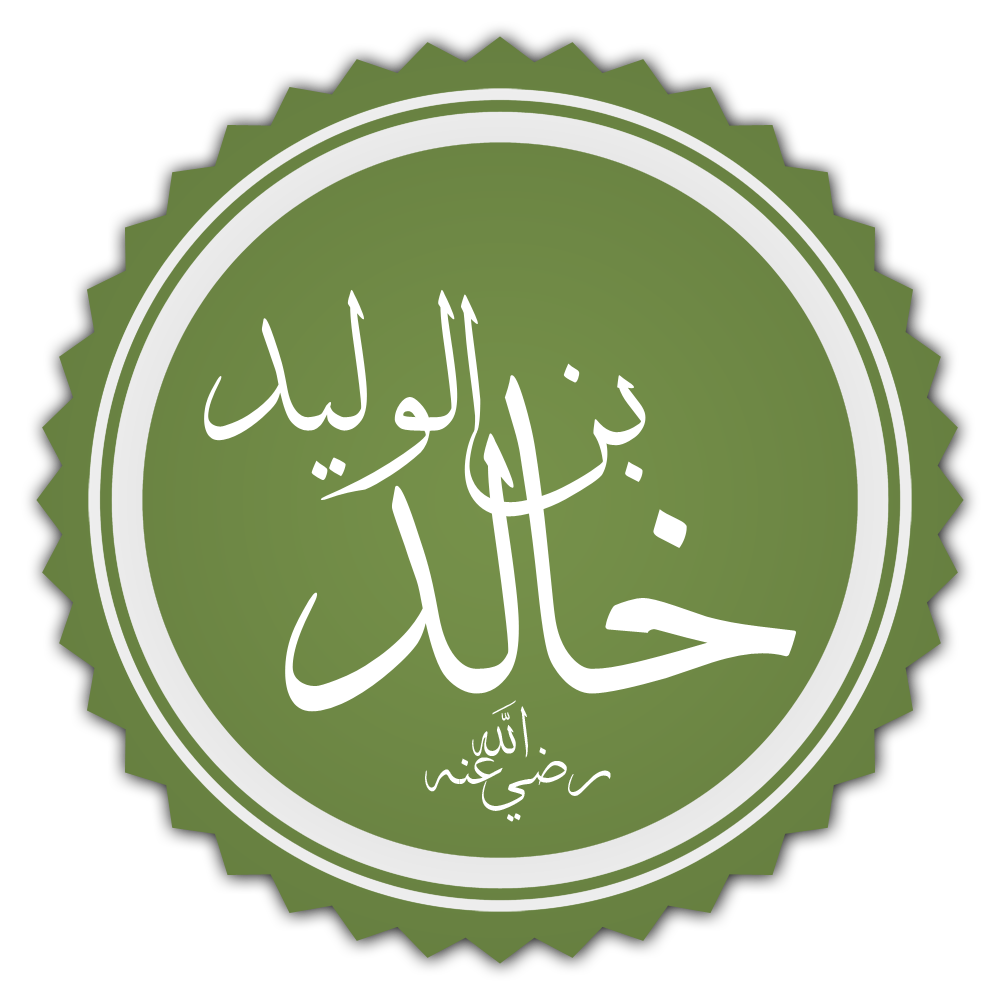
تخطيط لاسم خالد بن الوليد ملحوق بدُعاء الرِضا عنه. لَمع اسمُهُ كقائدٍ عسكريٍّ فذٍ خِلال حُروبُ الرِّدَّة.

- شملت حُروبُ الرِّدَّة كافَّة أنحاء شبه الجزيرة العربيَّة كرُقعةٍ جُغرافيَّةٍ، وأصابت كُلَّ شخصٍ في المُجتمع العربي حيثُ كان، إمَّا مُرتدًّا أو ثابتًا على الإسلام. فهي إذن حُروبٌ أهليَّةٌ من الصُعوبة أن تُمحى آثارُها من ذاكرة العربيّ في مُجتمعٍ يقومُ على الثأر، وبخاصَّةً أنَّ العرب كانوا حديثي العهد بالإسلام. إذ أنَّ القتل أصاب مُختلف القبائل التي ارتدَّت، فكان من الضروريّ فتح جبهاتٍ جديدةٍ تُحوِّلُ اهتمام الناس عن الشأن الداخليّ. فكانت الفُتوح خارج نطاق شبه الجزيرة العربيَّة، مع المُلاحظة بأنَّ العامل الدينيّ كان السبب الأبرز والدَّافع الأوَّل الذي دفع الجُيوش العربيَّة الإسلاميَّة إلى الفُتوح.
- كانت الوِحدة السياسيَّة بعد الوِحدة الدينيَّة ضروريَّة لِدفع العرب إلى جزيرتهم التي تُعدُّ قاعدة الفُتوح. فإذا كانت هذه القاعدة مُضطربة فكيف يُمكنُ لِلفُتوح أن تبدأ وتنجح وتستمر. وقد أتاحت حُرُوبُ الرِّدَّة تحقيق هذه الوِحدة وتعبئة كُل طاقات العرب وحشدها للأعمال العسكريَّة التي تلت.
- هُناك صلة بين حركة الرِّدَّة والفُتوح اللاحقة، ذلك أنَّ حجم واتساع حُروب الرِّدَّة كانت أوَّل تدريبٍ عسكريٍّ عمليٍّ على الأرض لِكافَّة العرب المُسلمين في شبه الجزيرة العربيَّة، على مُستوى الجُيوش الكبيرة، ابتداءً من الحشد والتعبئة العامَّة إلى التحرُّكات والسير والالتحام، إلى أعمال الدوريَّات والحِصار والجاسوسيَّة والتدابير اللوجستيَّة. ويُذكر أنَّ الحُروب بين العرب في الجاهليَّة وحتَّى العصر النبويّ كانت على مُستوياتٍ أقل، فكانت حُرُوبُ الرِّدَّة أوَّل حربٍ أشعلت كُل شبه الجزيرة العربيَّة واشترك في معاركها عشراتُ الآلاف من المُقاتلين، وعليه يُمكنُ وصف هذه الحُروب بِمثابة جسر عبر المُسلمون العرب عليه إلى خارج شبه الجزيرة العربيَّة بِهدف الفتح.
- كانت حُرُوبُ الرِّدَّة فُرصة مواتية لِبُروز قياداتٍ عسكريَّةٍ اكتسبت خبرة في القتال، وتدرَّجت من قيادة عمليَّاتٍ صغيرةٍ محدودة الإمكانات إلى قيادة عمليَّات على نطاقٍ أوسع، ومن بين هذه القيادات: خالد بن الوليد، وعمرو بن العاص، وسعد بن أبي وقَّاص، والقعقاع بن عمرو التميميّ، وأخاه عاصمًا، وجُرير بن عبدُ الله البجلي، والمُثنّى بن حارثة الشيبانيّ، وعُديّ بن حاتم الطائيّ، والنُعمان بن مُقرن المزنيّ وإخوته، وغيرهم كثير.
- كانت حُرُوبُ الرِّدَّة مرحلةً وسيطةً من حيثُ الحجم بين غزوات النبيّ وبين المعارك الكُبرى لِلفُتوح التي غيَّرت مُجتمعاتٍ فارسيَّة وبيزنطيَّة مثل اليرموك والقادسيَّة وما بعدهما.
- كانت حُرُوبُ الرِّدَّة ذات قيمة فنيَّة لا تُقدَّر، فهي أعطت المُسلمين الثقة بالنفس وبِالنظام الذي اختاروه وبِالقُدرة على الانتصار، وهي ثِقةٌ هامَّةٌ وضروريَّةٌ في مُواجهة قِوى كُبرى تتمتَّع بِقُدراتٍ ماديَّةٍ وكثرةٍ عدديَّةٍ، هذا إلى جانب الإيمان بالهدف.

## ما بعد حُرُوبُ الرِّدَّة

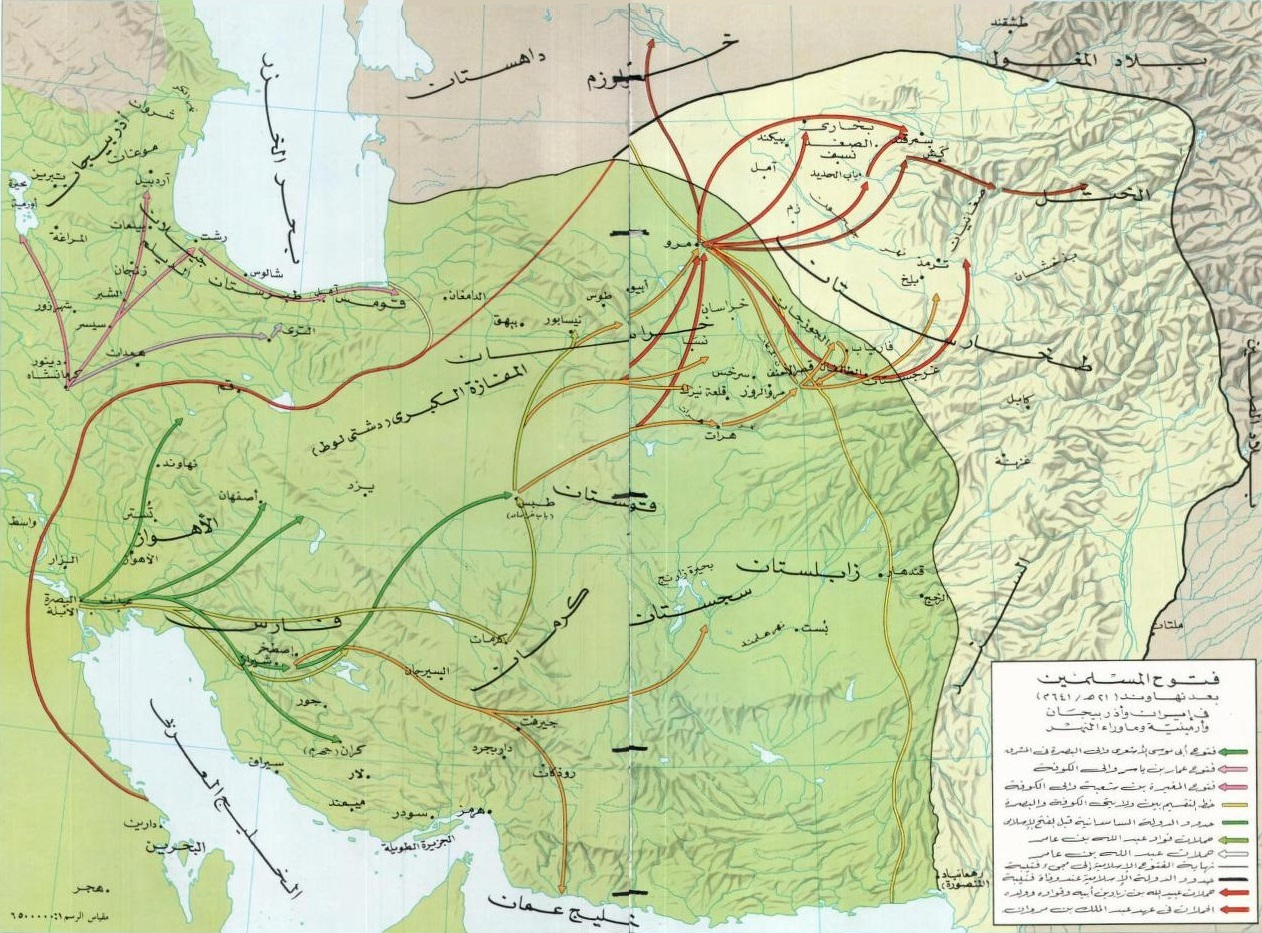
مسار المُسلمين وفُتُوحاتهم في فارس بعد انتهاء حُرُوب الردَّة.

كانت نهاية حروب الردة بداية لأحداث أخرى بالغة التأثير في تاريخ الإسلام. فما أن انتهت معارك حروب الردة، حتى بلغ أبو بكر أن المثنى بن حارثة الشيباني وهو ممن شاركوا في قتال المرتدين في البحرين، قد سار بقواته شمالاً بمحاذاة الخليج العربي حتى بلغ مصب النهر، وأنه قاتل من قابله من العرب والفرس، وانتصر عليهم. وما هي إلا أيام حتى أتاه المثنى نفسه ليصف له حال تلك المنطقة وضعف دفاعاتها، ويطلب منه أن يُأمّره على من تبعه من قومه، ويحثه على غزو تلك المناطق وضمها إلى بلاد الإسلام، خاصة وأن سكانها هم من العرب الواقعين تحت سلطان الفرس، ويُعانون منهم أسوء معاملة، وقد يستجيبون لدعوة العرب إن وجدوا فيها خلاصًا من نير الفرس. شاور أبو بكر أصحابه، فوافقوا دعوى المثنى، ثم بلغته أنباء انتصار المثنى في عدة وقائع في العراق، فرأى أن يمده بجيش قوامه عشرة آلاف بقيادة خالد بن الوليد لينضم إلى جيش المثنى، وهو الجيش الذي تمكّن به خالد من فتح العراق وانتزاعها من أيدي الفرس.
شجعت انتصارات المسلمين في العراق أبا بكر على التفكير في غزو الشام، خاصة أن جزء منه كالعراق سكانه من العرب الغساسنة المنضوين تحت لواء الروم، قد يغيّرون ولائهم ويحاربون إلى جوار إخوانهم العرب، كما فعلت بعض قبائل العراق العربية الذين حاربوا مع المسلمين العرب رغم بقائهم على نصرانيتهم. استشار أبو بكر كبار المهاجرين والأنصار حول نيته توجيه الجيوش لقتال الروم، فوافقوه على ذلك بعد تردد نظرًا لقوة الروم مقارنة بالفرس الذين استطاعوا هزيمتهم في تلك الفترة. فأرسل أبو بكر في أرجاء الجزيرة يدعو القبائل للمشاركة في غزو الشام، ولم تمض بضعة أعوام حتى نجح المسلمون في هزيمة الروم، كما هزموا الفرس وبسطوا سيطرتهم على الشام كما فعلوا في العراق.
كان أيضًا من تأثرات حروب الردة الأمر بجمع القرآن، وقد لجأ المسلمين إلى التفكير في ذلك بعد خسارتهم للعديد من حفظة القرآن في معركة اليمامة، مما جعل عمر بن الخطاب يُشير على أبي بكر بجمع القرآن، وهو ما لاقى معارضة من أبي بكر في البداية، ثم استحسنه بعد أن أقنعه عمر بذلك. فأمر أبو بكر زيد بن ثابت بجمع القرآن من الرقاع والعسب واللخاف وصدور الرجال، وكتابته بين دفتين في كتاب واحد.

## أُمورٌ جدليَّةٌ وخِلافيَّة
كانت أحداث الحرب مع بني تميم وبني حنيفة وما جرى بين خالد بن الوليد ومشايخ تلك القبائل مثار جدالٍ ونقاشٍ بين المؤرخين والباحثين المُسلمين وغير المُسلمين، وبين المُسلمين أنفسهم من أهل السُنَّة والشيعة، وقد عرَّضت تلك الأحداث خالدًا للنقد في الكثير من الأحيان، وبعضُ الباحثين شكَّك في سيرته حتَّى، كما شكَّلت تلك المرحلة مادَّةً دسمةً يستند إليها بعضُ الباحثين والمُفكرين من مُنتقدي الإسلام.
تختلفُ رواياتُ المصادر في عرضها لِقضيَّة مالك بن نويرة، الأمر الذي يجعل الحديث عن روايةٍ نموذجيَّةٍ، ينطوي على الإشكال. ففي رواية سوء الفهم اللُغوي الذي أدّى إلى قتل مالك بطريق الخطأ، يُثيرُ بعض الباحثين التساؤل عمَّا إذا كان خالد بن الوليد قد تعمَّد إصدار أمرًا يُساءُ فهمه ثُمَّ راح ينتظر حتَّى تحققت النتيجة المرجوَّة، ذلك أنَّ المرء لا يستطيع في مُخيَّمٍ عسكريٍّ أن يُدبِّر مجزرةً لا يُلاحظها القائد إلَّا بعد انتهائها، فلا بُد أن يكون قد غضَّ البصر عنها أو حثَّ عليها بشكلٍ غير مُباشر. ويطرح هؤلاء سؤالًا مفاده: كيف صحَّ من قائد المُسلمين أن يُخاطب الحُرَّاس بِكلامٍ يعلمُ أنَّه لا يُفهم على هذا الشكل في لهجتهم أو لُغتهم، ولا يصلُ إلى ذات المعنى والهدف في لهجته الخاصَّة؟ وإذا كان لا يعلم فلِماذا لم يعتذر بهذا العُذر عند الخليفة عندما طلبهُ إليه وعاتبه؟ ويصل أصحاب هذا الرأي إلى نتيجةٍ مفادُها أنَّ هذه القصَّة لا تذكر سببًا معقولًا ومقبولًا لِقتل مالك بن نُويرة، على الرُغم من أنَّها تستشهد بِأقوال فئةٍ من أفراد السريَّة بأنَّهُ عاد عن رِدَّته ونصح قومه بالاقتداء به. يُشيرُ البعضُ الآخر إلى أنَّ رواية استجواب خالد لِمالك للوُقوفِ على أيُّ الشَّهادتينِ حقٌ: الشَّهادة بإسلامه أم الشَّهادة بإصراره على الرِّدَّة ومنع الزكاة، هي الرِّوايةُ الأقرب إلى القُبول لأنَّها تذكرُ سبب رِدَّة مالك بن نُويرة ومن اتبعهُ من قومه، وهي امتناعهُ عن دفع الزكاة لأبي بكر، كما أنَّ كلامهُ بحق النبيِّ مُحمَّد لا يصدر عن شخصٍ مُخلصٍ في إسلامه. ومع ذلك فقد تضمَّن الاستجواب إشارتين إلى إسلام مالك، وهما القول أنَّهُ على استعدادٍ لإقامة الصلاة وأنَّهُ كيف لِخالدٍ أن يقتلهُ وهو مُسلمٌ يُصلّي إلى القِبلة. لكنَّ رفضه دفع الزكاة وتصريحاته الاستفزازيَّة لم تدع مجالًا آخر لِخالد سوى القتل، كونه بهذه الحالة يوصف بأنَّهُ مُرتد مُعاند وأنَّ نواياه لا تخرجُ من قلبٍ سليم الإيمان. ويرى هؤلاء أنَّ إعدام مالكًا بدل إرساله إلى أبو بكر في المدينة مع سائر مشايخ بني التميم المُرتدين، كان لأنَّ مالك أعظم إثمًا. ويُضافُ أنَّهُ إذا كان مالكًا مُطلعًا على الإسلام هذا الاطلاع الحسن، والذي يُمكنهُ من مُناقشة خالد في دقائقه فمعنى ذلك أنَّهُ كان مُسلمًا، ويُرجَّح أنَّهُ لم يكن كذلك وقت قتله على الأقل.
وتصُبُّ شهادة أبي قتادة الأنصاريّ في مصلحة مالك، إذ أنكر على خالد فعله وظنَّ أنَّ ما حدث حيلةً من حيله، فذهب إليه ووبَّخه، فزجره خالد، فمضى أبو قتادة حتَّى أتى أبا بكرٍ فأثار القضيَّة أمامه. ويقولُ باحثون أنَّ إقحام اسم أبي قتادة هو من نوع التمويه والتضليل، وإنَّ كون هذا الرجل بِخاصَّةٍ هو الذي يُدلي بالشهادة ضدَّ خالد أمرٌ يستحقُّ النظر، لأنَّهُ هو نفسه كان قد عارض خالدًا في أمر بني جُذيمة وانتقده انتقادًا كبيرًا، أو كان للحادث في نفسه صورةً أُخرى فهم منها أبو بكر ما أملى عليه قوله في ردِّه على عُمر: «تَأَوَّلَ فَأَخْطَأَ». يُضافُ إلى ذلك أنَّ عشرات الصَّحابة شاهدوا ما شاهد أبو قتادة، لكنَّهم لم يتصرَّفوا مثله. أمَّا عبدُ الله بن عُمر بن الخطَّاب الذي حضر الجلسة، فعلى الرُغم من أنَّه خالف خالدًا وعبَّر عن رأيه في هذه القضيَّة إلَّا أنهُ لم يخرج عن قائده، كونهُ رأى أنَّ من وافق على قتل مالك لم يصدر حُكمه عن هوى، وأنَّ هؤلاء إن أخطأوا فقد تأولوا. وتتحدَّث بعضُ روايات التاريخ الإسلامي عن اختلافٍ في وجهات النظر بين أبي بكرٍ وعُمر في هذه القضيَّة، فتجري إحداها أنَّهُ لمَّا بلغ خبر مقتل مالك وأصحابه عُمرًا قال: «إنَّ فِيْ سَيْفَ خَالِدَ رَهَقًا(2)، فَإنْ لَمْ يَكُنْ هَذَا حَقًا، حَقَّ عَلَيْهِ أَنْ تُقَيِّدَهُ، وَأَكْثِرْ عَلَيْهِ فِي ذَلِكَ». فأجابه أبو بكر: «هِيهِ يَا عُمَرْ، تَأَوَّلَ فَأَخْطَأَ، فَارْفَعْ لِسَانَكَ عَنْ خَالِدْ». وأضاف: «لَمْ أَكُنْ لِأَشِيْمَ سَيْفًا سَلَّهُ اللهُ عَلَى الكَافِرِيْن». وودّى مالكًا وكتب إلى خالد أن يُقدم عليه، ففعل. وفي روايةٍ أُخرى أنَّ خالد عاد من أرض بني تميم، ودخل المدينة مصحوبًا بكُلِّ علائم الحرب، والتقى عُمر في المسجد النبوي، فقام الأخير بإذلاله ورماهُ بتُهمةٍ ألقى بها في وجهه، فقال له: «قَتَلْتَ امْرَأً مُسْلِمًا ثُمَّ نَزَوْتَ عَلًى امْرَأَتِهِ! وَاللهِ لَأَرْجُمَنَّكَ بِأَحْجَارِكْ!» فلم يُكلِّمه خالد، ومضى في اضطرابٍ بالِغٍ إلى أبي بكر وهو يظن أنَّ رأيهُ مثل رأي عُمر. وجرى حوارٌ بين الرجُلين اعتذر في نهايته خالد أمام أبي بكر، فعذرهُ وتجاوز عنهُ، لكنَّهُ عنَّفهُ في زواجه من امرأة مالك وابنة مجاعة بن مرارة، وهو الأمر الذي كانت العرب تجمع على كراهيته أيَّام الحرب، وأمره أن يُفارق امرأة مالك، فخرج خالد وعُمر جالسٌ في المسجد، فقال: «هَلُمَّ إِلَيَّ يَا ابْنَ أُمَّ شَمْلَة». فعَرِف عُمر أنَّ أبا بكر قد رضي عنه فلم يُكلِّمه ودخل بيته.
يرفِضُ أغلب العُلماء والمؤرخين والباحثين من أهل السُنَّة الرِّواية سالِفة الذِكر، فيعتبرون أنَّها استُغلَّت من واقع توجيهها دون مُراعاةٍ لِحُرمة الصحابة، فهي تُصوِّرُ خالدًا في صورةٍ تُجافيها المُروءة، وينكُرها الدين، وتشمئز منها الرُّجولة، ولا يرضى عنها عامَّة المُسلمين، وتحشُرُ رجلًا هو ثالث ثلاثة، فتجعل منهُ محورًا تدور عليه فُصولها، وذلك هو عُمر بن الخطَّاب، وأنَّها تحملُ في طيَّاتها عوامل الشك فيها، ومن ذلك أنَّها تُصوِّرُ خِلافًا حادًا في الرأي بين أبا بكرٍ وعُمر في تقييم ما صنع خالد، وهو خِلافٌ غريب في حادثٍ يمسُّ حدًّا من الحُدود التي نصَّ عليها القُرآن والحديث، فهذه لا اجتهاد فيها طالما كانت واضحة وصريحة ومُتطابقة مع ما ورد في النص الشرعيّ، وإن كان هُناك خِلافٌ في هذه النُقطة فهو اختلافٌ في تكييف الحادث لا في فهم النص وتطبيقه. كما أنَّ دلالة «ابن أُمَّ شملة» التي هتف بها خالد في وجه عُمر لا يُمكنُ الوصول إلى دلالتها، ولكنَّ مُجرَّد المُخاطبة بِلقب ابن امرأة ينطوي وحده على إهانة بالغة، وهذا أمرٌ بعيد عن سُلوك الصحابة. أضف إلى ذلك أنَّ هذه الرواية لم تذكر لِأحدٍ من الصحابة رأيًا في هذه القضيَّة سوى أبي بكرٍ وعُمر، ولا سيَّما أنَّها تتعلَّق بِتصرُّف أكبر قادة المُسلمين الذي إذا صحَّ ما نُسب إلى عُمر في اتهامه لِخالد، لكان جزاء هذا القائد في الشريعة الإسلاميَّة الإعدام، ولا يحق للخليفة تعطيل أحكام الدين، أمَّا بقاء المُتهم في مقامه في صدارة الدولة، فهذا يتناقض مع ما عُرف عن الصحابة من شدَّة البحث عن الحقيقة. أخيرًا، فإنَّ تهديد عُمر لِخالد بِأن يرجُمهُ بأحجاره لم يُطبَّق عندما تولّى عُمر الخِلافة، كما أنَّهُ لم يقتله قِصاصًا بمالك وأصحابه. أمَّا عزله عن الإمارة فلم تكن قضيَّة مالك بن نُويرة سببًا من أسبابها على وجه اليقين، والرَّاجح في رِوايات ومراجع أهل السُنَّة أنه عزله خوفًا من افتتان الناس به وإحاطته بهالةٍ من القداسة، كونه حقَّق ما حقَّق من الانتصارات المُبهرة باسم الإسلام والمُسلمين، ولأنَّهُ كان صحابيًّا عرف النبيّ وجهًا لِوجه وعاشره سنواتٍ طويلة.
وتتباين المصادر أيضًا في وضع أرملة مالك بن نويرة، فيثُورُ التساؤل عمَّا إذا كان خالد قد تزوَّجها فعلًا أم اتخذها محظيَّةً فقط، وإن كان قد عاشرها فورًا أم بعد انتهاء عِدَّتها، وكيف تطوَّرت العلاقة بينهما بعد ذلك. يروي الطبريّ أنَّ خالد تزوَّج أُمّ تميم وتركها لِينقضي طُهرها، وأنَّ العرب عايرته بسبب ذلك لِكرهها النساء في الحرب. وفي رِوايةٍ أُخرى أنَّ خالد اشترى امرأة مالك من الفيء وتزوَّج بها، وقيل أنَّها اعتدَّت بِثلاث حيض ثُمَّ خطبها إلى نفسه فأجابته، وطلب من أبي بكر وعُمر أن يحضرا النِكاح فأبيا.
لم يكن خالد فقط الذي تعرض للنقد لزواجه أثناء الحرب، فقد كان زواج عكرمة بن أبي جهل من أسماء بنت النعمان بن الجون التي تزوجها عكرمة في عدن وحملها معه إلى مأرب مثار انتقاد معاصريه الذين رأوا في زواجه منها مخالفة لتقاليد العرب بكراهة التزوج في الحرب، إضافة إلى تذمر البعض نظرًا لأن النعمان بن الجون كان قد عرض ابنته أسماء على النبي محمد ليتزوجها، إلا أن النبي رغب عنها. فكان رأي البعض أنه كان الأولى بعكرمة أن يتأسى بالنبي محمد، ويرغب عنها كما رغب النبي محمد عنها. بل وأرسل بعضهم إلى الخليفة في المدينة ليفصل في الأمر برأيه، فلم ير أبو بكر بأسًا من هذا الزواج، بل واستقر عكرمة بزوجته أسماء في المدينة بعد أن رفعت الحرب أوزارها.
أمَّا بالنسبة لعُلماء وفُقهاء الشيعة، فقد قالوا بأنَّ حُرُوبُ الرِّدَّة لم تكن إلَّا ضدَّ القبائل التي رفضت مُبايعة أبو بكر كونهم سمعوا تصريحات النبيّ مُحمَّد بأحقيَّة عليّ بِالخِلافة من بعده، وقد بايعوهُ على الخِلافة في غدير خُمّ، فلمَّا سمعوا بغصب الخِلافة أعلنوا سخطهم، وعدم قُبولهم لِلحُكومة الغاصبة، وامتنعوا من أداء الزَّكاة، فاتّهمتهم السُلطات بالارتداد، وأرسلوا الجُيوش لمُحاربتهم، وإجبارهم على قُبول خِلافتهم. وأنَّ أبا بكر ومن معهُ رغِب بإبعاد الصحابة عن المدينة كي يخلو لهُ الجوّ السياسيّ، لأنَّ قسمًا كبيرًا ممن بايعه ارتفع صوته، وصاروا يميلون إلى الخليفة الشرعيّ الذي نصبه الرسول مُحمَّد، أي عليّ، فمُحاربة أبي بكر للقبائل كانت بدافع القضاء على الحركات المُناوئة لحُكمه وليقطع دابر ظهور المزيد من الحركات التي لا تعترف بصحة خِلافته. أمَّا الحركات التي كانت على عهد النبيّ مُحمَّد كحركة سُليمة وسُجاح فإنه يصدق عليها أنَّها حركات رِدَّة وِفقًا لِلفُقهاء الشيعة.

## هوامش
- 1: الأبناء هم نتاج زواج الفرس والعرب في اليمن، ومنهم كان فيروز الدليمي وداذويه، وقد بقي أغلبهم على إسلامه في فترة حروب الردة.
- 2: الرَهِقَ: أي النُزوع إلى العُنف، يُقال: اِرْتَكَبَ رَهَقاً: إِثْمًا أو خَطيئِةً.[104]